# مانشستر سيتي
نادي مانشستر سيتي لكرة القدم (بالإنجليزية: Manchester City Football Club) هو نادي كرة قدم إنجليزي من مدينة مانشستر. تأسس النادي في عام 1880 باسم سانت ماركس (بالإنجليزية: St. Mark's) ثم غير الاسم إلى نادي أردويك (بالإنجليزية: Ardwick Association Football Club)، في عام 1887. أطلق على النادي اسمه الحالي في 16 أبريل 1894. انتقل النادي إلى ملعب مدينة مانشستر في أغسطس 2003، تاركا ملعب ملعب ماين رود الذي كان يلعب به منذ 1913. كانت الفترة الأكثر نجاحا للنادي أواخر الستينيات وبداية السبعينيات بفوزه بدوري الدرجة الأولى الإنجليزي وكأس الاتحاد الإنجليزي وكأس الرابطة الإنجليزية وكأس الكؤوس الأوروبية وكان مدربي الفريق حينها جو ميرسر ومالكوم أليسون.
عاش النادي أبهى عصوره خلال فترة أواخر الستينيات وأواخر السبعينيات من القرن العشرين، ففاز بدوري الدرجة الأولى وكأس الاتحاد الإنجليزي وكأس الكؤوس الأوروبية، وذلك تحت قيادة جو ميرسر ومالكوم أليسون. بعد خسارته عام 1981 نهائي كأس الاتحاد الإنجليزي، بدء النادي بالتراجع، وبلغ ذروة هبوطه إلى دوري الدرجة الثالثة الإنجليزي للمرة الأولى في تاريخه عام 1998. وبعد ذلك استعاد النادي وضعه في الدوري الإنجليزي الممتاز، اشترى النادي (مجموعة أبو ظبي المتحدة) وأصبح النادي من أغنى الأندية في العالم.
في عام 2011، تأهل مانشستر سيتي لدوري أبطال أوروبا وفاز بكأس الاتحاد الإنجليزي. في السنة التالية، فاز في الدوري الإنجليزي الممتاز، أول لقب له في الدوري منذ 44 عاماً في الدوري. وفي عام 2014، فاز بكأس الرابطة الإنجليزية واللقب الثاني للسنة كان الدوري الإنجليزي الممتاز. حاز النادي خلال موسم 2014–15 على المرتبة السادسة ضمن قائمة ديلويت لأغنى أندية كرة القدم في العالم، حيث بلغت إيراداته السنوية نحو 463.5 مليون يورو، كما احتل المرتبة السادسة ضمن قائمة فوربس لأغنى أندية كرة القدم في العالم، إذ قدرت مجلة فوربس قيمته بنحو 1.375 مليار دولار.
في موسم 2018–19، استطاع مانشستر سيتي الفوز بجميع الألقاب المحلية الثلاث (الدوري الإنجليزي الممتاز وكأس الرابطة الإنجليزية وكأس الاتحاد الإنجليزي). ليصبح بذلك أول فريق إنجليزي يحقق الثلاثية التاريخية خلال موسم واحد في تاريخ الكرة الإنجليزية. تبع ذلك أربعة ألقاب متتالية في الدوري الإنجليزي الممتاز في 2020–21، 2021–22، 2022–23، 2023–24، بالإضافة إلى أول نهائي لدوري أبطال أوروبا للنادي في 2021، لكنه خسره أمام تشيلسي. شهد موسم 2022–23 فوز مانشستر سيتي بأول لقب له في دوري أبطال أوروبا وتحقيق الثلاثية القارية، ليصبح ثاني نادٍ إنجليزي يفعل ذلك. يحتل النادي المركز الأول في تصنيف الاتحاد الأوروبي لكرة القدم اعتباراً من عام 2023. وفي موسم 2023–24 حقق مانشستر سيتي إنجاز غير مسبوق بتتويجه بلقب الدوري الإنجليزي الممتاز للموسم الرابع على التوالي بعد فوزه على ضيفه وست هام 3–1 في الجولة الأخيرة للبطولة ليحسم اللقب بعد صراع شرس مع فريق أرسنال صاحب المركز الثاني.

## التاريخ

### فترة النشوء

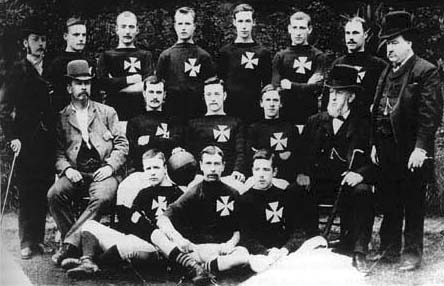
سانت ماركس (غورتون) في عام 1884 - سبب الصليب المالطي هو الآن غير معروف

اللقب الأول للنادي كان عندما فاز بدوري الدرجة الثانية عام 1899؛ ارتقى السيتي إلى دوري الدرجة الأولى. فاز السيتي بأول لقب من البطولات الكبرى في 23 أبريل 1904، بفوزه على بولتون واندررز 1-0 في ملعب كريستال بالاس واللقب كان كأس الاتحاد الإنجليزي، في الدوري حصل السيتي على المركز الثاني بشق الأنفس أما في الكأس حصل السيتي على المركز الأول ليكون أول نادي لمانشستر يفوز بهذا الشرف. في الموسم التالي فاز السيتي بكأس الاتحاد الإنجليزي، وقد لاحقت النادي اتهامات بمخالفات مالية، وبلغت ذروت إيقاف اللاعبين في عام 1906 عندما أوقف 17 لاعباً، بما في ذلك قائد الفريق بيلي ميريديث الذي انتقل في وقت لاحق إلى نادي مانشستر يونايتد. حدث حريق في ملعب السيتي هايد راود عام 1920 مدمراً المنصة الرئيسية للملعب، وفي عام 1923 انتقل النادي إلى ملعب جديد اسمه ملعب ماين رود الذي يقع في موس سايد.

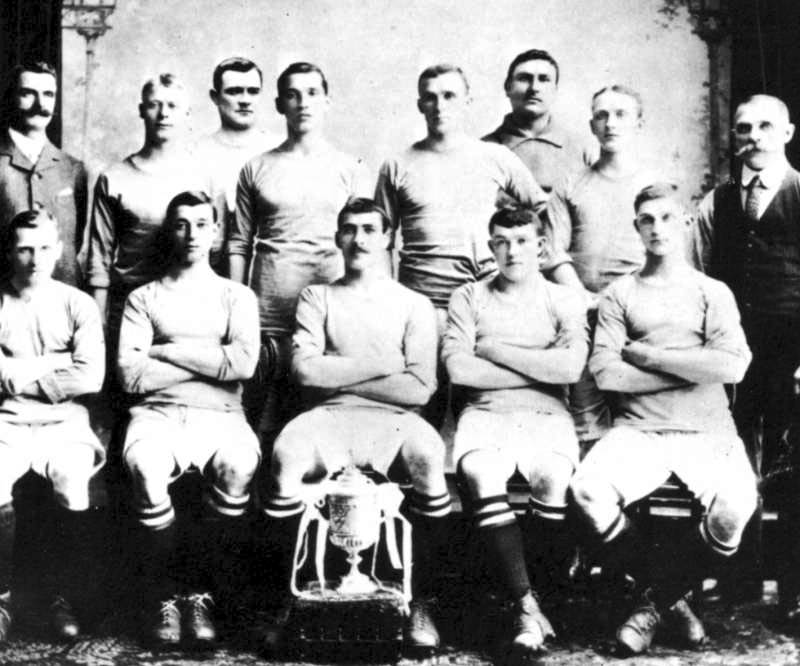
فريق مانشستر سيتي الذي فاز بكأس الاتحاد الإنجليزي في عام 1904

في الثلاثينيات، وصل مانشستر سيتي إلى مباراتين نهائيتين متتاليتين في كأس الاتحاد الإنجليزي، الأولى خسرها أمام ايفرتون في عام 1933، قبل أن يفوز بالنهائي على بورتسموث في عام 1934. خلال كأس الاتحاد عام 1934، حقق ملعب مانشستر سيتي رقماً قياسياً لأعلى حضور جمهور في مباراة واحدة في تاريخ كرة القدم الإنجليزية، عدد الحضور كان 84569 مشجع وكان الملعب مكتظاً، وهو رقم قياسي لا يزال قائماً حتى يومنا هذا، في الجولة السادسة من كأس الاتحاد الإنجليزي تعادل مانشستر سيتي مع ستوك سيتي في عام 1934، فاز النادي بلقب دوري الدرجة الأولى للمرة الأولى في عام 1937، ولكن هبط في الموسم التالي، على الرغم من تسجيله أهدافا أكثر من أي فريق آخر في الدوري. وبعد عشرين عاما، رفع السيتي من نظام التكتيكية المعروفة باسم خطة رفي التي ساعدته على التأهل إلى نهائيات كأس الاتحاد الإنجليزي على التوالي مرة أخرى، في عام 1955 و1956؛ تماما كما في الثلاثينيات، خسر السيتي أول مباراة له ضد نيوكاسل يونايتد، وفاز في الثانية. المباراة النهائية من عام 1956، والتي فاز مانشستر سيتي بها على برمنغهام سيتي 3-1، هي واحدة من أشهر نهائيات كأس الاتحاد الإنجليزي في كل العصور، وهي ذكرت حارس السيتي بيرت تراوتمان باستمراريته في اللعب بعد إصابته بكسر في عنقه.

### العصر الذهبي
بعد الهبوط إلى الدرجة الثانية في عام 1963، بدا المستقبل قاتماً للسيتي مع سجل أدنى حضور له في ملعبه وهو 8015 ضد سويندون تاون في يناير عام 1965. في صيف عام 1965، عُيّن مدربان جديدان هما جو ميرسر ومالكوم أليسون. في الموسم الأول تحت قيادة جو ميرسر، فاز السيتي بلقب دوري الدرجة الثانية وأثبت التعاقد مع اللاعبين مايك سمربي وكولن بل نجاحاً. بعد موسمين، في الموسم 1967-1968، فاز مانشستر سيتي في بطولة الدوري الممتاز للمرة الثانية، اللقب حسمه في اليوم الأخير من الموسم بعد فوزه 4-3 على نيوكاسل يونايتد وجعل جيرانهم مانشستر يونايتد يحصلون المركز الثاني وعلاوة على ذلك الإنجازات التي بعضها: فاز السيتي بكأس الاتحاد الإنجليزي في عام 1969، قبل تحقيق النجاح الأوروبي بالفوز بكأس الكؤوس الأوروبية في عام 1970، بفوزه على كورنيك زابرزي 2-1 في فيينا، كما فاز السيتي بكأس رابطة الأندية الإنجليزية المحترفة هذا الموسم، ليصبح ثاني فريق إنجليزي يفوز باللقب الأوروبي والكأس المحلية في نفس الموسم.
واصل النادي المنافسة على كل البطولات في السبعينيات، وأخذ المركز الثاني في الدوري مرتين بفارق نقطة عن الأول وبعدها وصل إلى نهائي كأس الدوري الإنكليزي عام 1974. واحدة من المباريات الذي يضل أنصار السيتي يتذكرونها باعتزاز هي المباراة النهائية للموسم 1973-1974 ضد غريمه التقليدي مانشستر يونايتد، كان اليونايتد بها بحاجة للفوز لتجنب الهبوط. سجل هدف السيتي لاعب اليونايتد السابق دينيس لو عن خطى هذا الهدف أعطى الفوز للسيتي بنتيجة 1-0 على ملعب أولد ترافورد هابطاً باليونايتد إلى الدرجة الأولى. النهائي الأخير للفترة الأكثر نجاحاً للنادي عام 1976، هو عندما فازو على نيوكاسل يونايتد 2-1 في نهائي كأس رابطة الأندية الإنجليزية المحترفة.

### فترة التراجع والركود

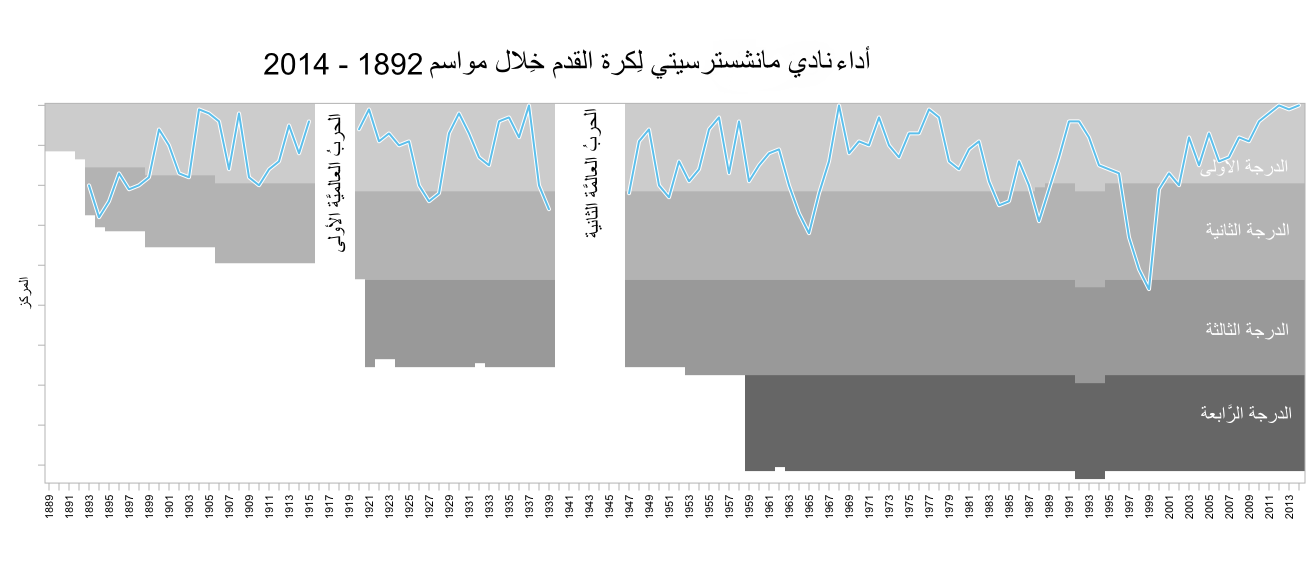
رسمٌ بيانيٌّ للمراتب السنويَّة لنادي مانشستر سيتي لِكُرة القدم.

بدء السيتي بالتراجع بعد فترة الستينيات والسبعينيات الناجحة. مالكوم أليسون عاد ليصبح مدرب النادي للمرة الثانية في عام 1979، وبعدها أهدر السيتي مبالغ كبيرة من المال على تعاقدات غير الناجحة، مثل ستيف دالي. في الثمانينات درب السيتي 7 مدربين. تحت جون بوند، وصل السيتي إلى نهائي كأس الاتحاد الإنجليزي 1981 لكنه خسر في النهائي أمام توتنهام هوتسبير.
هبط النادي مرتين من دوري الدرجة الأولى في الثمانينات (في عام 1983 و1987)، لكنه عاد لدوري الدرجة الأولى مرة أخرى في عام 1989 واحتل المركز الخامس في عامي 1991 و1992 تحت إدارة بيتر ريد. ومع ذلك كانت تلك الفترة فترة راحة مؤقتة، وبعد رحيل بيتر ريد أصبحت حظوظ مانشستر سيتي تتلاشى. كان السيتي من الأندية التي شاركت في الدوري الإنجليزي الممتاز عندما أنشئ عام 1992، في الموسم الأول حصل السيتي على المركز التاسع وبعد البقاء بصعوبة لثلاث أعوام في الدرجة الممتازة هبط السيتي إلى الدرجة الأولى عام 1996. بعد موسمين في الدرجة الأولى، هبط السيتي إلى أدنى مرتبة في تاريخه، ليصبح ثاني فريق يفوز بكأس الكؤوس الأوروبية ويهبط إلى الدرجة الثالثة، بعد نادي ماغديبورغ من ألمانيا.

### في القرن الحادي والعشرين
بعد الهبوط، تلقي النادي احتجاجات الجمهور خارج الملعب، عُيَّن رئيس جديد للنادي اسمه ديفيد بيرنشتاين، وفي تلك الفترة دخل النادي إلى أكبر انضباط مالي في تاريخه. تحت قيادة المدرب جو رويل، رُوِّج للنادي في المحاولة الأولى، حقق بطريقة دراماتيكية في المباراة الفاصلة ضد غيلينغهام وصعد النادي بعدها إلى الدرجة الثانية. روج السيتي ترويجاً ثانياً ساعد النادي في الصعود إلى دوري الدرجة الأولى، ولكن تبين أن هذه كانت خطوة بعيدة جداً لتعافي النادي، وفي عام 2001 هبط السيتي مرة أخرى. كيفن كيغان أصبح مدرب الفريق بدل جو رويل في نهاية الموسم، عاد بعدها النادي إلى الدرجة الأولى وبعدها أخذ المركز الأول في دوري الدرجة الأولى صاعداً إلى الدرجة الممتازة، حطم النادي الرقم القياسي لعدد الأهداف والنقاط المكتسبة في موسم واحد. كان موسم 2002-03 آخر موسم تكون به مباريات السيتي على ملعب ماين رود، المباراة الأخيرة كانت مع مانشستر يونايتد فاز بها السيتي 3-1، وبذلك تنتهي سلسلة من 13 عاماً دون الفوز بالدربي. تأهل السيتي إلى المنافسات الأوروبية التي كان غائباً عليها لـ25 عاماً. في نهاية الموسم 2003 انتقل السيتي إلى ملعب جديد اسمه ملعب مدينة مانشستر. المواسم الأربعة الأولى على ملعب أنهاها السيتي في منتصف الدوري. أصبح مدرب منتخب انكلترا السابق السويدي سفين غوران إريكسون المدرب الأول للنادي من خارج إنجلترا بتعينه عام 2007. تلاشت البداية الجيدة للسيتي التي كانت في النصف الأول للدوري في النصف الثاني من الموسم، وأقيل بعدها سفين غوران إريكسون في يونيو 2008. واستبدله مارك هيوز بعد يومين من إقالة المدرب السابق في 4 يونيو 2008. بحلول عام 2008، كان النادي في موقف حرج مالياً. وكان تاكسين شيناواترا مالك النادي قبل عام، وورطته السياسية جعلت أمواله تتجمد. ثم بعدها، في أغسطس 2008، اشترته مجموعة أبوظبي الاتحاد للتنمية والاستثمار. وأعقب شراء النادي سلسلة من العروض للاعبين البارزين؛ سجل النادي أعلى صفقة شراء إنكليزية عندما قام بشراء اللاعب البرازيلي روبينيو من ريال مدريد الإسباني مقابل 32.5 مليون جنيه إسترليني. لم تأتي العروض بتحسن كثير على الموسم حيث رغم تدفق الأموال أنهى السيتي الموسم في المركز العاشر، في الدوري الأوروبي وصل السيتي إلى ربع النهائي لكنه خسر أمام هامبورغ. خلال صيف عام 2009، أنفق النادي مبلغاً كبيراً لم يسبق أن أنفق النادي مثله في موسم واحد، المبلغ كان 100 مليون جنيه إسترليني واللاعبين كانو غاريث باري، روكي سانتا كروز، كولو توريه، إيمانويل أديبايور، كارلوس تيفيز، جوليون ليسكوت. في ديسمبر 2009، استُبدل المدرب مارك هيوز بروبيرتو مانشيني. وبعدها أنهى السيتي الدوري في المركز الخامس بأعجوبة، وتأهل للتنافس في الدوري الأوروبي للموسم 2010-11.

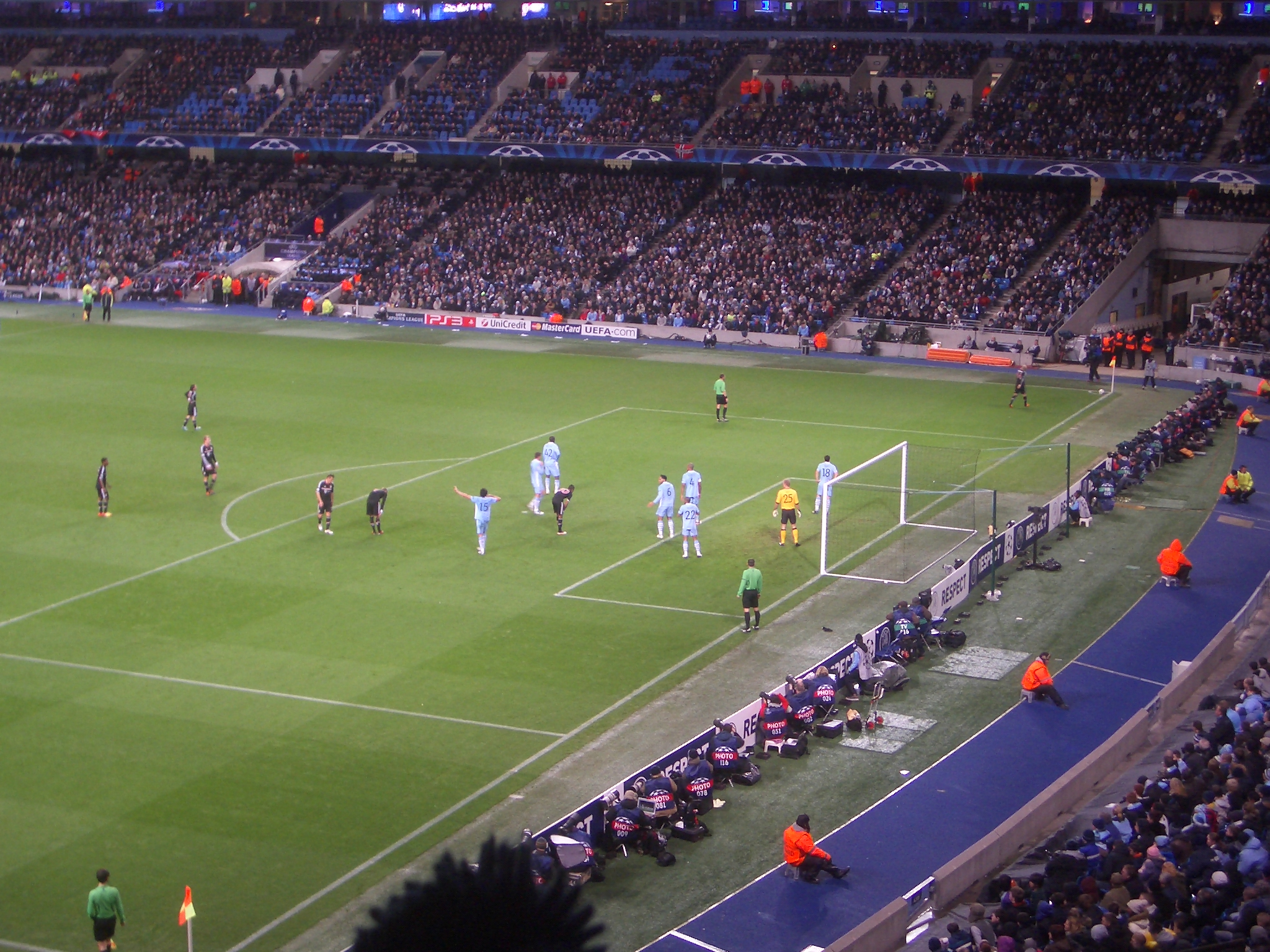
مانشستر سيتي ضد بايرن ميونخ في دوري أبطال أوروبا في عام 2011

في الموسمين التاليين واصل النادي استثماراته في اللاعبين، وبدأت النتائج تتحسن. وصل السيتي إلى نهائي كأس الاتحاد الإنجليزي لعام 2011، أول نهائي لبطولة كبرى منذ أكثر من ثلاثين عاما، بعد فوزه في الدربي على مانشستر يونايتد في الدور نصف النهائي، وهذه البطولة هي المرة الأولى التي يصل فيها السيتي إلى نهائي كأس الاتحاد منذ عام 1975. هزم السيتي ستوك سيتي 1-0 في المباراة النهائية، وهذا اللقب الخامس في كأس الاتحاد الإنجليزي، وهي أول بطولة كبرى للنادي منذ فوزه بكأس رابطة الأندية الإنجليزية المحترفة عام 1976. في نفس الأسبوع، تأهل النادي لدوري أبطال أوروبا للمرة الأولى منذ عام 1968 بعد فوزه على توتنهام هوتسبير 1-0. في اليوم الأخير من موسم 2010-11، سبق السيتي أرسنال صاعداً إلى المركز الثالث في الدوري الممتاز، وبالتالي ضمن التأهل مباشرة إلى دور المجموعات دوري ابطال أوروبا. استمر الأداء القوي للسيتي في موسم 2011-12، حيث فاز على توتنهام هوتسبير 5-1 على ملعب وايت هارت لين والفوز القاسي على مانشستر يونايتد 6-1 في ملعب اليونايتد. على الرغم من أن القوة التي أراها السيتي في بداية الدوري تضاءلت في منتصف الطريق، وتأخر السيتي ثمان نقاط عن المتصدر مانشستر يونايتد وتبقي 6 مباريات للعب فقط، بعدها هبط اليونايتد هبوط لم يسبق له مثيل ليتعادل مع السيتي في النقاط لكن مع تفوق السيتي في فارق الأهداف.

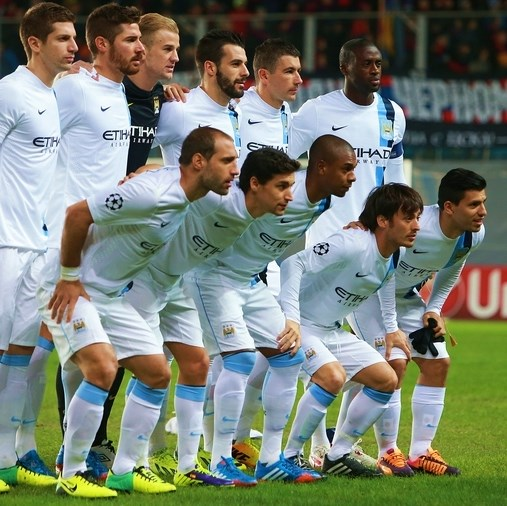
مانشستر سيتي في 2013

على الرغم من أن السيتي احتاج فقط للفوز بملعبه ليتوج بالدوري، إلا أنه إلى نهاية الوقت الأصلي كان السيتي متأخرا بهدفين مقابل هدف، مما دفع بعض لاعبين اليونايتد بالاحتفال اعتقادا أنهم فازو في الدوري. ليسجل السيتي بعدها هدفين في الوقت الإضافي وأسفر الهدفين عن تتويج السيتي بالدوري. ليكون بذلك أول لقب دوري للسيتي منذ 44 سنوات، ليصبح السيتي خامس نادي يفوز بالدوري منذ إنشائها عام 1992. وبعد ذلك، وصفت مصادرُ إعلاميةٌ من المملكة المتحدة وحول العالم هذا الحدثَ بأعظم لحظة في تاريخ الدوري الممتاز.
بعد نهاية هذا الموسم أتى تحفيز كثير للسيتي، في الموسم التالي، فشل النادي من الاستفادة من أي مكاسب في أول موسمين من تدريب روبيرتو مانشيني. لم تشهد فترة الانتقالات انضمام أي لاعب حتى اليوم الأخير من الموسم، عندما أنضم 4 لاعبين في غضون 10 ساعات. كانت الكرة الجميلة للنادي في الموسم السابق قد ندرت، وكان على الأرجح أن ينزل إلى مركز أقل من الثاني، وكانت منافسة السيتي للدوري في فترة قصيرة للموسم. في دوري أبطال أوروبا، خرج النادي من دور المجموعات للمرة الثانية على التوالي، وسمعة روبيرتو مانشيني محلياً كانت أكثر من أوروبيا، وصل النادي إلى نهائي كأس الاتحاد الإنجليزي لكنه خسر أمام نادي هبط إلى الدرجة الأولى هو ويغان أتلتيك بنتيجة 1-0 بعد تعميم الشائعات للمدرب روبيرتو مانشيني قال أنه سيستقيل. بعد يومين استقال روبيرتو مانشيني، نظراً لفشله في الوصول إلى أهدافه لهذا الموسم الكثير من الصحف أشارت أن العلاقة بين مانشيني واللاعبين انهارت وانهارت علاقته أيضأ بين الإيطاليين ومجلس إدارة النادي، رفض مانشيني بعدها عرض النادي لتدريب نادي الشباب. بعد استقالة مانشيني عُيَّن التشيلي مانويل بيليجريني مدرباً للنادي، في الموسم الأول من تدريب بيليجريني فاز النادي بكأس رابطة الأندية الإنجليزية المحترفة واستعاد لقب الدوري الممتاز في اليوم الأخير من الموسم.
في فبراير 2023، اتهم الدوري الإنجليزي الممتاز، الذي أنهى تحقيقه الذي دام أربع سنوات، مانشستر سيتي بخرق أكثر من 100 قاعدة مالية في مناسبات مختلفة. وقالت الرابطة أن مانشستر سيتي قدم معلومات مضللة عن أوضاعهم المالية لمدة تسع سنوات تحت الملكية الإماراتية، مبارك والشيخ منصور. تضمنت اتهامات الدوري الإنجليزي الممتاز 80 انتهاكًا مزعومًا للقواعد المالية بين عامي 2009 و2018. إلى جانب ذلك، كان أكثر من 30 انتهاكًا مرتبطًا بفشل مانشستر سيتي في التعاون مع تحقيق الدوري الإنجليزي الممتاز منذ ديسمبر 2018.,
تعرض دور الشيخ منصور كمالك لمانشستر سيتي للخطر، حيث أرسل المحامون الذين يمثلون الناشط الأوكراني - ريس ديفيز من تيمبل جاردن تشامبرز وبن كيث من 5 سانت أندروز هيل تشامبرز - رسالة إلى وزير الخارجية البريطاني جيمس كليفرلي، طلب إجراء تحقيق فيما إذا كان منصور قد ساعد القلة الروسية في نقل أصولهم إلى الإمارات والتهرب من العقوبات. وضغط المحامون على حكومة المملكة المتحدة للتحقيق في سلوك الشيخ منصور إذا كان يجب أن يخضع للعقوبات المالية البريطانية. إذا تم تعيينه كشخص متورط، فسيتم استبعاد الشيخ منصور كمالك لمانشستر سيتي بموجب قواعد الدوري الإنجليزي المحدثة بشأن اختبار مالكيه ومديريه.

## شعار النادي والألوان

الشعار السابق لنادي مانشستر سيتي

ألوان النادي هي الزرقاء والبيضاء. الزي التقليدي للنادي هو الماروني منذ الستينيات والأحمر والأسود؛ وفي السنوات الأخيرة استخدم النادي عدة ألوان مختلفة. أصل لون الفريق يبقى مجهولاً، رغم أن دلائلَ تشير إلى ارتداء الفريق الأزرق السماوي منذ 1892، وكلها انعكست على شعارات النادي المتعددة. كتاب بعنوان أشهر نوادي كرة القدم - نشر في الأربعينيات مانشستر سيتي أن النادي لعب بلونين القرمزي والأسود، وتقارير أخرى يرجع تاريخها إلى عام 1884 أن النادي كان يرتدي قمصان سوداء بها صليب أبيض، وتبين أن مقر النادي كان جنب الكنيسة. اللونين الأحمر والأسود هما فكرة المدرب السابق للنادي مالكوم أليسون، الذي كان يعتقد أن ألوان نادي إيه سي ميلان سيزيد من شعبية النادي. عندما اعتمد النادي اللونين الأحمر والأسود بدل الزرقاء، فاز النادي ببطولة كأس الاتحاد الإنجليزي لعام 1969 وفاز ببطولة كأس رابطة الأندية الإنجليزية المحترفة عام 1970 وفاز بكأس الكؤوس الأوروبية عام 1970.
اعتمد الشعار الحالي للنادي في عام 1997 لأن الشارة السابقة لم تكن مؤهلة للتسجيل كعلامة تجارية. ويتكون الشعار من النبالة من مدينة مانشستر، ويتكون من درع أمام عقاب ذهبية. العقاب هو رمز الشعار القديم لمدينة مانشستر؛ تمت إضافة عقاب ذهبية لشعار النادي في عام 1958 (ولم يُزَل منذ ذلك الحين)، التي تمثل صناعة الطيران المتنامية. يوجد في الدرع سفينة في النصف العلوي تمثل قناة مانشستر الملاحية، ويوجد ثلاث خطوط بيضاء في النصف السفلي ترمز إلى الثلاث أنهار في المدينة - إيرول وإيرك ومدلوك. الجزء السفلي من الشعار يحمل Superbia in Proelio، ومعناه كما الكبرياء في المعركة اللاتينية. فوق النسر والدرع يوجد ثلاثة نجوم، والتي هي مجرد زخرفة.
السيتي أرتدى شعارين سابقاً. الأول، كان في عام 1970، والتصميم أستند على وثائق النادي الرسمية منذ منتصف الستينيات. الشارة كانت مدورة وكانت تحوي نفس الدرع المستخدم في الشارة الحالية، داخل الدائرة يوجد اسم النادي. في عام 1972،استُبدل الشعار ذلك لوجود خلاف على النصف السفلي من الدرع مع وردة حمراء لانكشاير. عندما كان يلعب النادي في نهائيات الكؤوس، لا يستخدم الشارة المعتادة؛ بدلا من ذلك يستخدم القمصان التي تحمل شعار أسلحة من مدينة مانشستر، باعتباره رمزا للفخر في تمثيل مدينة مانشستر في الحدث الكبير. هذه الممارسة تنبع من وقت قمصان اللاعبين لم تحمل عادة شارة من أي نوع، ولكن استمر طوال تاريخ النادي. في نهائي كأس الاتحاد الإنجليزي عام 2011، أستخدم النادي الشعار المعتاد مع أسطورة خاص، أدرج النادي الأسلحة كشعار أحادية اللون صغيرة في الأرقام على الجزء الخلفي من قمصان اللاعبين.

### مقدمي ورعاة القميص
| الفترة    | مقدم القميص الرسمي | راعي القميص (جهة الصدر) | راعي القميص (جهة الكم) |
| --------- | ------------------ | ----------------------- | ---------------------- |
| 1974–1982 | أمبرو              | بلا راعي                | بلا راعي               |
| 1982–1984 | أمبرو              | ساب                     | بلا راعي               |
| 1984–1987 | أمبرو              | فيليبس                  | بلا راعي               |
| 1987–1997 | أمبرو              | بروذر للصناعة           | بلا راعي               |
| 1997–1999 | كابا               | بروذر للصناعة           | بلا راعي               |
| 1999–2002 | لو كوك سبورتيف     | سكوير إنكس يورب         | بلا راعي               |
| 2002–2003 | لو كوك سبورتيف     | فيرست أدفايز            | بلا راعي               |
| 2003–2004 | ريبوك              | فيرست أدفايز            | بلا راعي               |
| 2004–2007 | ريبوك              | مجموعة توماس كوك        | بلا راعي               |
| 2007–2009 | لو كوك سبورتيف     | مجموعة توماس كوك        | بلا راعي               |
| 2009–2013 | أمبرو              | الاتحاد للطيران         | بلا راعي               |
| 2013–2017 | نايكي              | الاتحاد للطيران         | بلا راعي               |
| 2017–2019 | نايكي              | الاتحاد للطيران         | إطارات نكسن            |
| 2019–2023 | بوما               | الاتحاد للطيران         | إطارات نكسن            |
| 2023–     | بوما               | الاتحاد للطيران         | أوكي أكس               |

### صفقات الرعاية
| راعي القميص | الفترة    | تاريخ الإعلان  | مدة العقد                          | القيمة                                    | ملاحظات                                              |
| ----------- | --------- | -------------- | ---------------------------------- | ----------------------------------------- | ---------------------------------------------------- |
| أمبرو       | 2009–2013 | 4 يوليو 2009   | 2009–2019 (10 سنوات)               | نحو 2.5 مليون جنيه إسترليني (£) في السنة. | نُقِلَ عقد شركة أمبرو إلى الشركة الأم نايكي في عام 2013 |
| نايكي       | 2013–2019 | 4 مايو 2012    | 2013–2019 (6 سنوات)                | نحو 20 مليون جنيه إسترليني (£) في السنة.  |                                                      |
| بوما        | 2019–2029 | 28 فبراير 2019 | يوليو 2019 – يوليو 2029 (10 سنوات) | نحو 65 مليون جنيه إسترليني (£) في السنة.  |                                                      |

### قميص الفريق
| 1884 · أول زي معروف لمانشستر سيتي | 1887                  | 1890         | 1892         | 1894         | 1895         |
| 1897                              | السبعينات والثمانينات | موسم 1993–94 | موسم 2002–03 | موسم 2011–12 | موسم 2013-14 |

| الزي المخطط بالأحمر والأسود أُستخدم منذ السبعينات | 1998–99 | 2001–02 | 2009–10 | 2010–11 قميص | 2011–12 | 2012–13 |

## ملعب الفريق

### ملعب مدينة مانشستر
ملعب مدينة مانشستر (بالإنجليزية: City of Manchester Stadium) ويرمز له اختصاراً (بالإنجليزية: COMS)، ويعرف أيضاً باسم استاد الاتحاد (بالإنجليزية: Etihad Stadium) لأسباب دعائية، هو ملعب كرة قدم، وهو الملعب الرئيسي لنادي مانشستر سيتي، فهو خامس أكبر ملعب في الدوري الإنجليزي الممتاز، كما أنه يحتل المرتبة الثانية عشر بين كل ملاعب المملكة المتحدة، بطاقة استيعابية تصل إلى 47805 ألف متفرج.
بني الملعب أساساً ليكون كملعب أولمبي بطاقة استيعابية تصل إلى 38 ألف متفرج، ليكون الملعب الرئيسي في ملف مدينة مانشستر الذي تقدمت به لطلب استضافة دورة الألعاب الأولمبية الصيفية 2000، ولكن هذا العرض فشل. وعمومًا بُني الملعب بعد ذلك كي يستضيف دورة ألعاب الكومونولث 2002. وكلف بناء الملعب 110 مليون جنيه إسترليني. ولضمان مستقبل الملعب بعد دورة ألعاب الكومنولث 2002، اتفق مجلس مدينة مانشستر مع نادي مانشستر سيتي على استئجار الملعب لبجل بديلاً للملعب الفريق السابق ملعب ماين رود. عملية تحويل الملعب من ملعب أولمبي إلى ملعب كرة قدم، كلف مجلس مدينة مانشستر 22 مليون £، بواسطة مهندسي شركة أروب. ثم انتقل مانشستر سيتي إلى ملعبه الجديد في صيف عام 2003.
احتضن العديد من الفعاليات مثل مباراة دولية لمنتخب إنجلترا لكرة القدم، مباريات دوري الرجبي، ولقب الملاكمة العالمي والحفلات الموسيقية، لكن أهمها لغاية يومنا هذا، هو نهائي كأس الاتحاد الأوروبي 2008 والذي أقيم بتاريخ 14 مايو 2008 بين زينيت سانت بطرسبرغ الروسي ونادي رينجرز الأسكتلندي. وسيستضيف الملعب مباراة واحدة ضمن كأس العالم للرجبي 2015. شهد الملعب أكبر حضور جماهيري في تاريخه، كان في 13 مايو 2012، في مباراة جمعت مانشستر سيتي وكوينز بارك رينجرز، بعدما بلغ عدد المشاهدين 47,435 ألف متفرج.
سيخضع الملعب في 2014 لعملية تجديد أخرى لتوسيع طاقته الاستيعابية لتضبح 55 ألف متفرج.

### ملعب ماين رود
ملعب ماين رود (بالإنجليزية: Maine Road)، هو ملعب كرة قدم إنجليزي سابق، يقع في جزء موس سايد من مدينة مانشستر في إنجلترا. وهو الملعب السابق لنادي مانشستر سيتي، لعب فيه منذ 1923 وحتى 2003. واستضاف الملعب مباريات كأس الاتحاد الإنجليزي لكرة القدم وكأس إنجلترا، لهذا أطلق عليه لقب ويبملي الشمال (بالإنجليزية: Wembley of the North) بسبب احتضانه لأهم بطولات الكرة الإنجليزية.

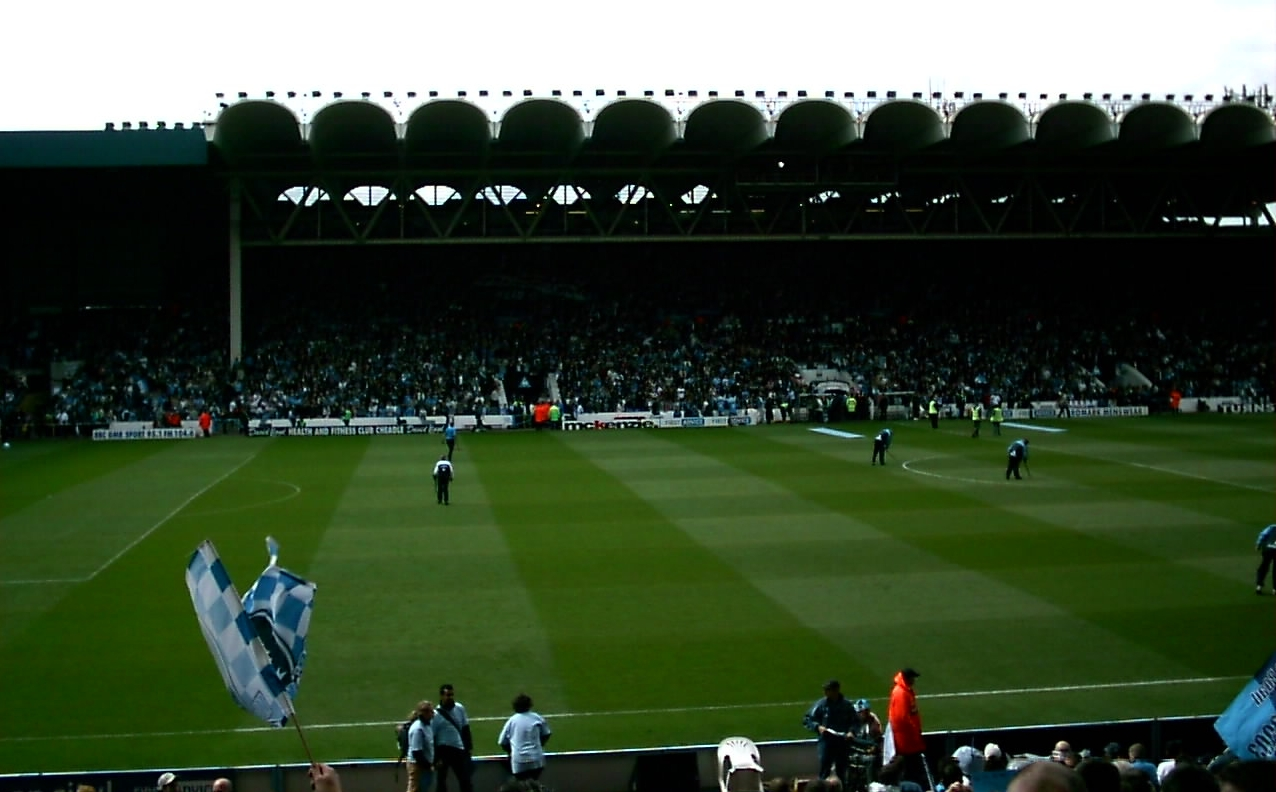
ملعب ماين رود في المباراة الأخيرة.

بدأت خطط بناء الملعب في الظهور عام 1922. فبدأت أعمال البناء في عام 1923 وافتتح الملعب الذي كانت تبلغ قوته الاستيعابية نحو 35,150، في نفس السنة بعدما كلف 100 ألف جنيه إسترليني في ذلك الوقت، ثم تعرض الملعب تجديدات وأعمال توسعة في أعوام 1931 و1957 و1970 و1994.
وبعد 80 عاماً من احتضان مباريات فريق مانشستر سيتي وتحديداً في عام 2003، أُعلِن عن هدم الملعب بسبب سوء تصميم الملعب، وارتفاعات متفاوتة في أرضية الملعب. فكان موسم 2002-03 هو آخر موسم يلعب فيه نادي مانشستر سيتي مبارياته على ملعب مابن رود. فكانت آخر مباراة للفريق أمام نادي نادي ساوثهامبتون وخسرها بهدف نظيف. انتقل بعدها النادي في موسم 2003-04 لملعب مدينة مانشستر، والذي يقع شرق مدينة مانشستر.

### ملعب هايدي رود
ملعب هايدي رود (بالإنجليزية: Hyde Road)، هو ملعب كرة قدم سابق، كان يقع في غرب غورتون بمدينة مانشستر، بإنجلترا. فكان ملعب مانشستر سيتي في الفترة ما بين عام 1887 ولغاية عام 1923، بعدها انتقل الفريق لملعب ماين رود. سمي بهذا الاسم نسبة إلى طريق هايدي، والذي يبدأ من غرب حي آردويك غريين، ويمتد شرقا باتجاه هايدي.

### مركز كارينغتون للتدريب
مركز كارينغتون للتدريب (بالإنجليزية: Carrington Training Centre) ويعرف أيضاً باسم مركز تدريب نادي مانشستر سيتي (بالإنجليزية: Carrington Training Centre)، لكنه يعرف اختصاراً باسم كارينغتون (بالإنجليزية: Carrington)، هو مركز تدريب نادي مانشستر سيتي والذي افتتح عام 2001، يقع في كاريغتون في ترافورد بمدينة مانشستر الإنجليزية. ويختلف مركز كارينغتون عن أكاديمية نادي مانشستر سيتي (بلايت لين).

## المنافسات

### ديربي مانشستر

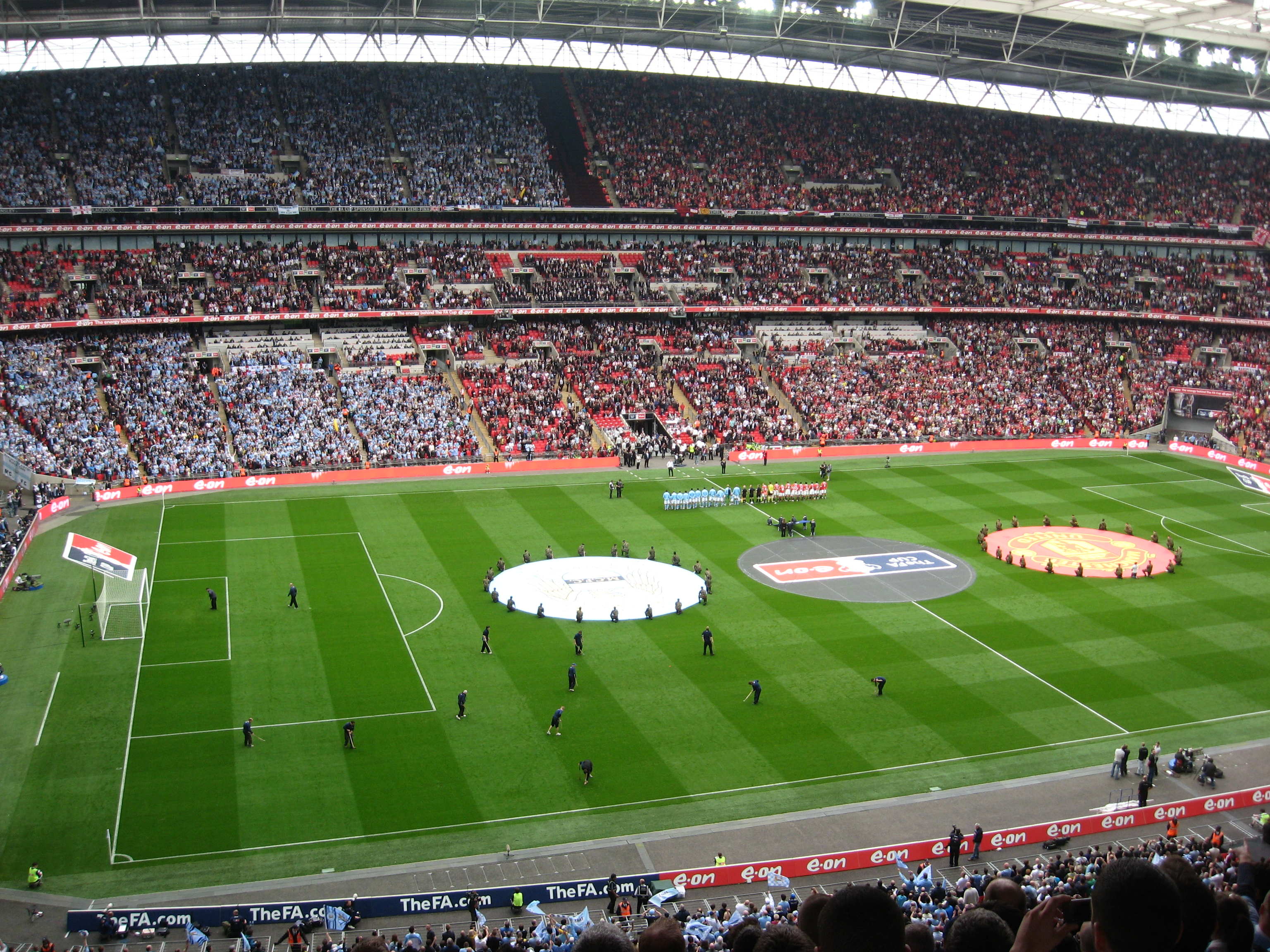
جانب من مباراة الديربي على ملعب ويمبلي.

ديربي مانشستر (بالإنجليزية: Manchester derby) هو اسم يطلق على أي مباراة كرة قدم بين فريقي مدينة مانشستر الإنجليزية، مانشستر يونايتد وغريمه مانشستر سيتي. يُلعب الديربي منذ 1881 عندما تقابلا أول مرة في 12 نوفمبر 1881، وكان الفوز من نصيب مانشستر يونايتد بنتيجة 3-0. تأسس نادي مانشستر يونايتد في عام 1878 تحت اسم نادي نيوتن هيث ومن ثم تغير اسمه ليصبح مانشستر يونايتد، ويلعب مبارياته على ملعب أولد ترافورد منذ عام 1910. بينما تأسس نادي مانشستر سيتي في عام 1880 تحت اسم نادي سينت ماركس ومن ثم تغير ليصبح نادي أدرويك في عام 1887 ومن ثم أصبح مانشستر سيتي في عام 1894، ويلعب مبارياته على ملعب مدينة مانشستر منذ عام 2003.
فكان أول لقاء بينهما باسمهما القديم في 12 نوفمبر 1881، عندما تقابل نيوتن هيث (مانشستر يونايتد حالياً) مع نادي سينت ماركس (مانشستر سيتي حالياً) وانتهى اللقاء بفوز نيوتن هيث بثلاثية نظيفة. اللقاء الأول الذي جمع بينهما في منافسات الدوري، وكان ضمن دوري الدرجة الثانية، كان في 3 نوفمبر 1894، في ملعب هايد رود عندما تغلب نيوتن هيث على نادي مانشستر سيتي بنتيجة 5-2. بينما أول لقاء بينهما في دوري الدرجة الأولى كان في 1 ديسمبر 1906 وانتهى بفوز مانشستر سيتي بثلاثية نظيفة، ووصلت إيرادات تلك المباراة إلى 1,000 جنيه إسترليني وهو مبلغ كبير في ذلك الوقت. قبل الحرب العالمية الثانية، كان الكثير من مشجعي كرة القدم في المدينة يشاهدون أحد الناديين في أسبوع ثم يشاهدون النادي الآخر في الأسبوع التالي، لكن بعد الحرب ظهر مشجعين لكل فريق ولم يعد أمرا مشاعا تشجيع الناديين كما كان عليه الحال في السابق.
آخر تحديث لنتائج المواجهات كان في 6 أبريل 2025.
|                          | المواجهات | الفوز  | الفوز   | التعادل | الأهداف | الأهداف |
| يونايتد                  | المواجهات | السيتي | يونايتد | التعادل | السيتي  |         |
| ------------------------ | --------- | ------ | ------- | ------- | ------- | ------- |
| الدوري الإنجليزي الممتاز | 164       | 64     | 48      | 53      | 201     | 200     |
| كأس الاتحاد الإنجليزي    | 9         | 6      | 3       | 0       | 18      | 12      |
| كأس الرابطة المحترفة     | 8         | 3      | 4       | 1       | 9       | 13      |
| درع المجتمع              | 2         | 2      | 0       | 0       | 4       | 2       |
| جميع المباريات           | 182       | 75     | 55      | 53      | 232     | 227     |

### المنافسات مع ليفربول
المنافسة بين ليفربول ومانشستر سيتي هو تنافس بين مدينتين مختلفتين بين ناديي كرة القدم المحترفين الإنجليزيين ليفربول ومانشستر سيتي. يلعب نادي ليفربول مبارياته على أرضه في ملعب أنفيلد، بينما يلعب نادي مانشستر سيتي مبارياته على أرضه في ملعب الاتحاد.
على الرغم من أن ليفربول ومانشستر سيتي شاركا لأول مرة في سباق اللقب في موسم 1976–77، إلا أن التنافس بينهما في العصر الحديث بدأ في منتصف العقد الأول من القرن الحادي والعشرين، ومنذ ذلك الوقت كان الناديان في ثلاثة سباقات لقب متقاربة مع بعضهما البعض ووصلا إلى نهائيات دوري أبطال أوروبا خمس مرات، وفاز كل منهما بواحدة. منذ موسم 2017–18، عندما كان ليفربول تحت قيادة يورغن كلوب ومانشستر سيتي تحت قيادة بيب غوارديولا، سيطر الناديان على كرة القدم الإنجليزية، حيث فاز أحدهما بكل ألقاب الدوري الإنجليزي الممتاز، وثلاثة من أصل سبعة كؤوس كأس الاتحاد الإنجليزي، وستة من أصل سبعة كؤوس كأس رابطة الأندية الإنجليزية المحترفة المحترفة. خلال هذه الفترة، سجل الناديان ستة من أعلى ثمانية إجماليات للنقاط في الدوري الإنجليزي الممتاز منذ عام 1995، عندما تم تقليص عدد المباريات لكل فريق في الموسم إلى 38. كما هيمن لاعبون ومدربون من ليفربول ومانشستر سيتي على الجوائز الفردية في كرة القدم الإنجليزية منذ 2017–18: حيث ذهبت كل جائزة لاعب الموسم في الدوري الإنجليزي الممتاز، وجائزة أفضل لاعب في إنجلترا وجائزة أفضل لاعب في إنجلترا من اتحاد كتاب كرة القدم، وأربع من أصل خمس جوائز لأفضل لاعب شاب في الدوري الإنجليزي الممتاز، إلى لاعبين من الناديين، وذهبت كل جائزة مدرب الموسم في الدوري الإنجليزي الممتاز إلى غوارديولا أو كلوب.
وقد تم الإشادة بجودة المنافسة، حيث وصفها المحلل الرياضي ولاعب ليفربول وإنجلترا السابق جيمي كاراغر في عام 2022 بأنها "الأفضل على الإطلاق في كرة القدم الإنجليزية... لم يسبق لنا أن رأينا أفضل فريقين ومديرين في العالم يتقاتلان معًا". وفي عام 2022، أشارت هيئة الإذاعة البريطانية إلى أن الناديين "أنتجوا منافسة في السنوات الأخيرة رفعت مستوى كرة القدم الإنجليزية إلى مستوى آخر".
آخر تحديث 22 فبراير 2025.
| المسابقة                              | لعبت | فوز مانشستر سيتي | التعادلات | فوز ليفربول |
| ------------------------------------- | ---- | ---------------- | --------- | ----------- |
| الدوري الإنجليزي الممتاز              | 56   | 12               | 21        | 23          |
| دوري الدرجة الأولى                    | 118  | 34               | 25        | 59          |
| دوري الدرجة الثانية                   | 4    | 0                | 1         | 3           |
| كأس الاتحاد الإنجليزي                 | 8    | 2                | 2         | 4           |
| كأس رابطة الأندية الإنجليزية المحترفة | 8    | 2                | 3         | 3           |
| دوري أبطال أوروبا                     | 2    | 0                | 0         | 2           |
| درع المجتمع الإنجليزي                 | 2    | 0                | 1         | 1           |
| المجموع                               | 198  | 50               | 53        | 95          |

## اللاعبون

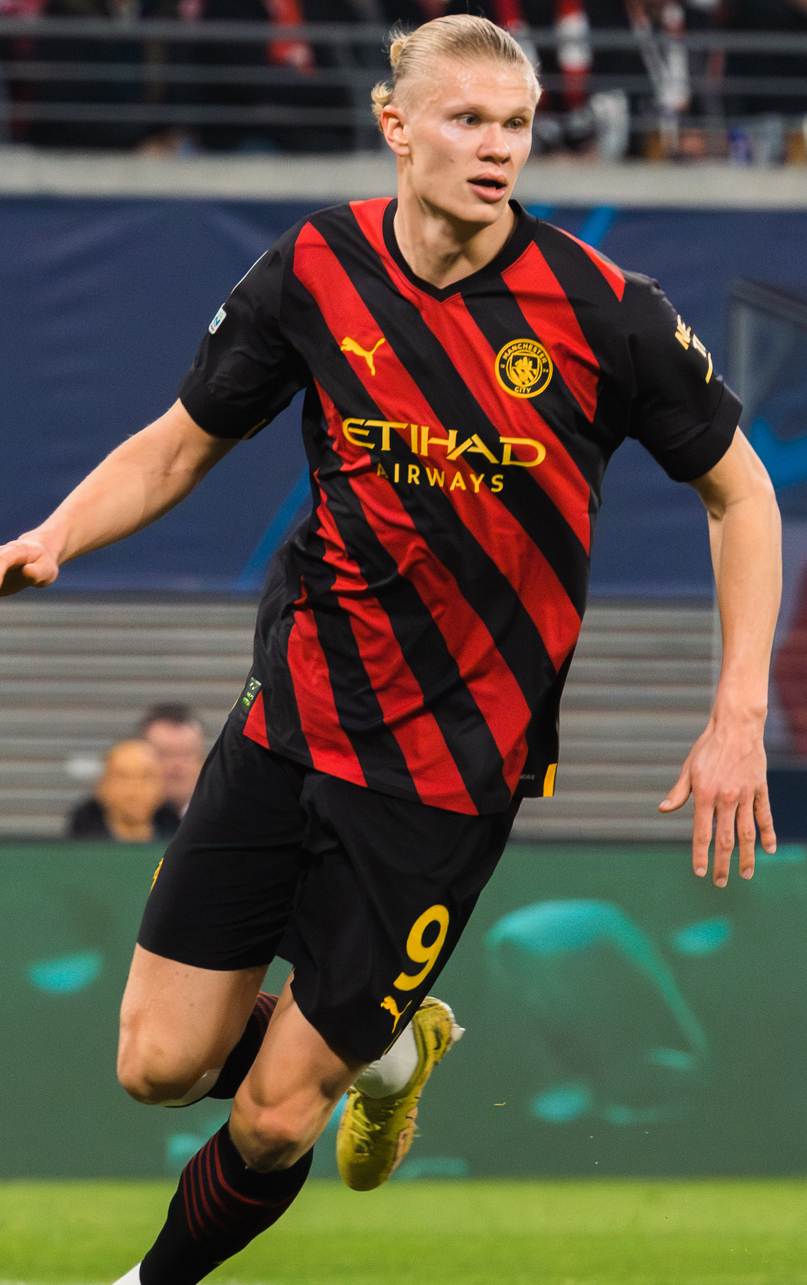
إيرلينغ هالاند نجم الفريق

### تشكيلة الفريق الحالية
آخر تحديث 12 يونيو 2025.
ملاحظة: تشير الأعلام إلى المنتخب بحسب قواعد الأهلية المعتمدة من قبل الفيفا؛ تنطبق بعض الاستثناءات المحدودة. وقد يحمل اللاعبون أكثر من جنسية لا تعترف بها الفيفا.
| الرقم | البلد    | المركز | اللاعب          |
| ----- | -------- | ------ | --------------- |
| 3     | البرتغال | مدافع  | روبن دياز       |
| 4     | هولندا   | وسط    | تياني ريندرز    |
| 5     | إنجلترا  | مدافع  | جون ستونز       |
| 6     | هولندا   | مدافع  | ناثان أكي       |
| 7     | مصر      | مهاجم  | عمر مرموش       |
| 8     | كرواتيا  | وسط    | ماتيو كوفاتشيتش |
| 9     | النرويج  | مهاجم  | إيرلينغ هالاند  |
| 10    | إنجلترا  | وسط    | جاك غريليش      |
| 11    | بلجيكا   | وسط    | جيريمي دوكو     |
| 13    | إنجلترا  | حارس   | ماركوس بتينلي   |
| 14    | إسبانيا  | وسط    | نيكو غونزاليس   |
| 16    | إسبانيا  | وسط    | رودري           |
| 18    | ألمانيا  | حارس   | ستيفان أورتيغا  |
| 19    | ألمانيا  | وسط    | إيلكاي غوندوغان |
| 20    | البرتغال | وسط    | برناردو سيلفا   |
| 21    | الجزائر  | مدافع  | ريان آيت نوري   |

| الرقم | البلد     | المركز | اللاعب             |
| ----- | --------- | ------ | ------------------ |
| 22    | البرازيل  | مدافع  | فيتور ريس          |
| 24    | كرواتيا   | مدافع  | يوشكو غفارديول     |
| 25    | سويسرا    | مدافع  | مانويل أكانجي      |
| 26    | البرازيل  | وسط    | سافيو              |
| 27    | البرتغال  | وسط    | ماتيوس نونيز       |
| 29    | فرنسا     | وسط    | ريان شرقي          |
| 30    | الأرجنتين | وسط    | كلاوديو إيتشيفيريا |
| 31    | البرازيل  | حارس   | إيدرسون            |
| 33    | إنجلترا   | حارس   | سكوت كارسون        |
| 45    | أوزبكستان | مدافع  | عبد القادر خوسانوف |
| 47    | إنجلترا   | وسط    | فيل فودين          |
| 52    | النرويج   | وسط    | أوسكار بوب         |
| 75    | إنجلترا   | وسط    | نيكو أورايلي       |
| 82    | إنجلترا   | مدافع  | ريكو لويس          |
| 87    | إنجلترا   | وسط    | جيمس ميكاتي        |

### لاعبون ظهروا مع الفريق الأول
ملاحظة: تشير الأعلام إلى المنتخب بحسب قواعد الأهلية المعتمدة من قبل الفيفا؛ تنطبق بعض الاستثناءات المحدودة. وقد يحمل اللاعبون أكثر من جنسية لا تعترف بها الفيفا.
| الرقم | البلد   | المركز | اللاعب        |
| ----- | ------- | ------ | ------------- |
| 53    | إنجلترا | مهاجم  | سامويل إيدوزي |
| 79    | إنجلترا | مدافع  | لوكي مبيتي    |
| 81    | فرنسا   | وسط    | كلاوديو غوميز |
| 92    | إنجلترا | وسط    | ميكا هاميلتون |

| الرقم | البلد   | المركز | اللاعب             |
| ----- | ------- | ------ | ------------------ |
| 94    | إنجلترا | مدافع  | فينلي بيرنز        |
| 96    | إنجلترا | مهاجم  | بن نايت            |
| 97    | إنجلترا | مدافع  | جوش ويلسون إسبراند |

### اللاعبون المعارون
- تنتهي إعارة جميع اللاعبين في 30 يونيو 2024.[102]

ملاحظة: تشير الأعلام إلى المنتخب بحسب قواعد الأهلية المعتمدة من قبل الفيفا؛ تنطبق بعض الاستثناءات المحدودة. وقد يحمل اللاعبون أكثر من جنسية لا تعترف بها الفيفا.
| الرقم | البلد     | المركز | اللاعب                               |
| ----- | --------- | ------ | ------------------------------------ |
| 7     | البرتغال  | مدافع  | جواو كانسيلو (إلى نادي برشلونة)      |
| 32    | الأرجنتين | مدافع  | ماكسيمو بيروني (إلى نادي لاس بالماس) |
| 97    | إنجلترا   | مدافع  | جوش ويلسون إسبراند (إلى ستاد ريمس)   |

### الأرقام المحجوبة
ملاحظة: تشير الأعلام إلى المنتخب بحسب قواعد الأهلية المعتمدة من قبل الفيفا؛ تنطبق بعض الاستثناءات المحدودة. وقد يحمل اللاعبون أكثر من جنسية لا تعترف بها الفيفا.
| الرقم | البلد     | المركز | اللاعب                                         |
| ----- | --------- | ------ | ---------------------------------------------- |
| 23    | الكاميرون | وسط    | مارك فيفيان فويه ((2002–03) - تكريم بعد وفاته) |

## أشهر اللاعبين

### قاعة مشاهير مانشستر سيتي
لاعبي النادي السابقون ومدربي النادي السابقون دخلوا قاعة مشاهير النادي
الترتيب التالي حسب السنة:
| سنة الدخول | اللاعبون                                                 | المركز                                                   | الدور في النادي                                          | السنوات في النادي                                        | الملاحظات                                                |
| سنة الدخول | لاعبين مانشستر سيتي الذين دخلوا في يناير 2004 (الافتتاح) | لاعبين مانشستر سيتي الذين دخلوا في يناير 2004 (الافتتاح) | لاعبين مانشستر سيتي الذين دخلوا في يناير 2004 (الافتتاح) | لاعبين مانشستر سيتي الذين دخلوا في يناير 2004 (الافتتاح) | لاعبين مانشستر سيتي الذين دخلوا في يناير 2004 (الافتتاح) |
| ---------- | -------------------------------------------------------- | -------------------------------------------------------- | -------------------------------------------------------- | -------------------------------------------------------- | -------------------------------------------------------- |
| 2004       | بيلي ميريديث                                             | مهاجم                                                    | لاعب                                                     | 1894–1906، 1921–1924                                     | انظر أيضا قاعة للمشاهير NFM                              |
| 2004       | تومي جونسون                                              | مهاجم                                                    | لاعب                                                     | 1919–1930                                                |                                                          |
| 2004       | اريك بروك                                                | مهاجم                                                    | لاعب                                                     | 1928–1939                                                |                                                          |
| 2004       | فرانك سويفت                                              | حارس مرمى                                                | لاعب                                                     | 1933–1949                                                | انظر أيضا قاعة للمشاهير NFM                              |
| 2004       | بيتر دوهرتي                                              | مهاجم                                                    | لاعب                                                     | 1936–1945                                                | انظر أيضا قاعة للمشاهير NFM                              |
| 2004       | روي كلارك                                                | مهاجم                                                    | لاعب                                                     | 1947–1958                                                | جائزة الإنجاز مدى الحياة                                 |
| 2004       | بيرت تراوتمان                                            | حارس مرمى                                                | لاعب                                                     | 1949–1964                                                | انظر أيضا قاعة للمشاهير NFM                              |
| 2004       | روي بول                                                  | لاعب وسط                                                 | لاعب                                                     | 1950–1957                                                |                                                          |
| 2004       | مايك سمربي                                               | مهاجم / لاعب وسط                                         | لاعب                                                     | 1965–1975                                                |                                                          |
| 2004       | توني بوك                                                 | مدافع                                                    | لاعب مدرب                                                | 1966–1974 1973، 1974–1979، 1980، 1989، 1993              |                                                          |
| 2004       | كولن بل                                                  | لاعب وسط                                                 | لاعب                                                     | 1966–1979                                                | انظر أيضا قاعة للمشاهير NFM                              |
| 2004       | فرانسيس لي                                               | مهاجم                                                    | لاعب رئيس                                                | 1967–1974 1994–1998                                      | انظر أيضا قاعة للمشاهير NFM                              |
| 2004       | جوي كوريغان                                              | حارس مرمى                                                | لاعب                                                     | 1967–1983                                                |                                                          |
| 2004       | بول لاكي                                                 | مهاجم / لاعب وسط / مدافع                                 | لاعب                                                     | 1987–1996                                                |                                                          |
| 2004       | نيال كوين                                                | مهاجم                                                    | لاعب                                                     | 1990–1996                                                | انظر أيضا قاعة للمشاهير NFM                              |
|            | لاعبين مانشستر سيتي دخلوا بعد عام 2004                   |                                                          |                                                          |                                                          |                                                          |
| 2005       | سام كوان                                                 | مدافع                                                    | لاعب مدرب                                                | 1924–1935 1946–1947                                      |                                                          |
| 2005       | كين بارنز                                                | لاعب وسط                                                 | لاعب                                                     | 1950–1961                                                | جائزة الإنجاز مدى الحياة                                 |
| 2005       | آلان أوكس                                                | لاعب وسط                                                 | لاعب                                                     | 1958–1976                                                |                                                          |
| 2005       | جو ميرسر                                                 | لاعب وسط                                                 | مدرب                                                     | 1965–1971                                                | جائزة الإنجاز المتميز انظر أيضا قاعة للمشاهير NFM        |
| 2005       | مالكوم أليسون                                            | مدافع                                                    | مساعد المونسنيور مدرب                                    | 1965–1971 –1973، 1979–1980                               | جائزة الإنجاز المتميز انظر أيضا قاعة للمشاهير NFM        |
| 2006       | إرني توسيلاند                                            | مهاجم                                                    | لاعب                                                     | 1928–1938                                                |                                                          |
| 2006       | جوني هارت                                                | مهاجم                                                    | لاعب مدرب                                                | 1947–1960 1973                                           | جائزة الإنجاز مدى الحياة                                 |
| 2006       | مانشستر سيتي 1956 0000فاز بكأس الاتحاد الإنجليزي         | لا ينطبق                                                 | لا ينطبق                                                 | لا ينطبق                                                 | بشكل جماعي                                               |
| 2006       | مايك دويل                                                | مدافع / لاعب وسط                                         | لاعب                                                     | 1965–1978                                                |                                                          |
| 2006       | شون غوتر                                                 | مهاجم                                                    | لاعب                                                     | 1998–2003                                                | جائزة عبادة البطل                                        |
| 2008       | فريد تلسون                                               | مهاجم                                                    | لاعب                                                     | 1928–1939                                                |                                                          |
| 2008       | نيل يونغ                                                 | مهاجم                                                    | لاعب                                                     | 1961–1972                                                |                                                          |
| 2008       | اليكس وليامز                                             | حارس مرمى                                                | لاعب                                                     | 1980–1986                                                | جائزة الإنجاز مدى الحياة                                 |
| 2009       | أوفه روسلر                                               | مهاجم                                                    | لاعب                                                     | 1994–1998                                                |                                                          |

آخر تحديث: 31 مارس 2011.

مصدر: list of MCFC Hall of Fame inductees

### مشاهير المتحف الوطني لكرة القدم
لاعبي مانشستر سيتي السابقين ومدربي الفريق هم الذين يدخلون قاعة المشاهير (ويعرف أيضا باسم قاعة المشاهير متحف الإنجليزي لكرة القدم) الترتيب التالي حسب السنة:
| سنة الدخول | اللاعبون                                      | المركز                         | الدور في النادي                | السنوات في النادي              |
| سنة الدخول | لاعبين مانشستر سيتي الذين دخلو                | لاعبين مانشستر سيتي الذين دخلو | لاعبين مانشستر سيتي الذين دخلو | لاعبين مانشستر سيتي الذين دخلو |
| ---------- | --------------------------------------------- | ------------------------------ | ------------------------------ | ------------------------------ |
| 2002       | بيتر دوهرتي                                   | مهاجم                          | لاعب                           | 1936–1945                      |
| 2002       | دينيس لو                                      | مهاجم                          | لاعب                           | 1960–1961، 1973–1974           |
| 2002       | كيفن كيغان                                    | مهاجم / لاعب وسط               | مدرب                           | 2001–2005                      |
| 2003       | بيتر شمايكل                                   | حارس مرمى                      | لاعب                           | 2002–2003                      |
| 2003       | ألان بول                                      | لاعب وسط                       | مدرب                           | 1995–1996                      |
| 2005       | بيرت تراوتمان                                 | حارس مرمى                      | لاعب                           | 1949–1964                      |
| 2005       | كولن بل                                       | لاعب وسط                       | لاعب                           | 1966–1979                      |
| 2007       | بيلي ميريديث                                  | مهاجم                          | لاعب                           | 1894–1906، 1921–1924           |
| 2007       | مارك هيوز                                     | مهاجم                          | مدرب                           | 2008–2009                      |
| 2009       | فرانك سويفت                                   | حارس مرمى                      | لاعب                           | 1933–1949                      |
| 2010       | فرانسيس لي                                    | مهاجم                          | لاعب                           | 1967–1974                      |
| 2013       | مايك سمربي                                    | مهاجم                          | لاعب                           | 1965–1975                      |
| 2014       | تريفور فرانسيس                                | مهاجم                          | لاعب                           | 1981–1982                      |
| 2014       | باتريك فييرا                                  | لاعب وسط                       | لاعب ومدرب                     | 2010-2011                      |
|            | مدربين من خلفيات مانشستر سيتي الذين دخلو      |                                |                                |                                |
| 2002       | مات بسبي                                      | مهاجم / لاعب وسط               | لاعب                           | 1928–1936                      |
| 2004       | دون ريفي                                      | مهاجم                          | لاعب                           | 1951–1956                      |
| 2005       | هوارد كيندال                                  | لاعب وسط                       | مدرب                           | 1989–1990                      |
| 2009       | جو ميرسر                                      | لاعب وسط                       | مدرب                           | 1965–1971                      |
| 2009       | مالكوم أليسون                                 | مدافع                          | مساعد المونسنيور مدرب          | 1965–1971 –1973، 1979–1980     |
|            | مانشستر سيتي "لكرة القدم مؤسسة جماعة الأبطال" |                                |                                |                                |
| 2007       | نيال كوين                                     | مهاجم                          | لاعب                           | 1990–1996                      |
|            | فريق مانشستر سيتي                             |                                |                                |                                |
| 2009       | مانشستر سيتي 1967–70                          | لا ينطبق                       | لا ينطبق                       | لا ينطبق                       |

آخر تحديث: 1 مايو 2014.

مصدر: list of NFM Hall of Fame inductees

### مشاهير المتحف الإسكتلندي لكرة القدم
لاعبي مانشستر سيتي السابقين ومدربي الفريق السابقين هم الذين يدخلون قاعة مشاهير كرة القدم الاسكتلندية (ويعرف أيضا باسم متحف قاعة مشاهير المتحف الإسكتلندي لكرة القدم) الترتيب التالي حسب السنة:
| سنة الدخول | اللاعبون                                 | المركز                                   | الدور في النادي                          | السنوات في النادي                        |
| سنة الدخول | لاعبين من خلفيات مانشستر سيتي الذين دخلو | لاعبين من خلفيات مانشستر سيتي الذين دخلو | لاعبين من خلفيات مانشستر سيتي الذين دخلو | لاعبين من خلفيات مانشستر سيتي الذين دخلو |
| ---------- | ---------------------------------------- | ---------------------------------------- | ---------------------------------------- | ---------------------------------------- |
| 2004       | دينيس لو                                 | مهاجم                                    | لاعب                                     | 1960–1961، 1973–1974                     |
| 2004       | بيلي مكنيل                               | مدافع                                    | مدرب                                     | 1983–1986                                |
| 2010       | بوبي جونستون                             | مهاجم                                    | لاعب                                     | 1955–1959                                |
|            | مدربين من خلفيات مانشستر سيتي الذين دخلو |                                          |                                          |                                          |
| 2004       | مات بسبي                                 | مهاجم / لاعب وسط                         | لاعب                                     | 1928–1936                                |

آخر تحديث: 30 مارس 2011.

مصدر: list of SFM Hall of Fame inductees

### مشاهير المتحف الويلزي لكرة القدم
لاعبي مانشستر سيتي السابقين هم الذين يدخلون قاعة مشاهير كرة القدم الويلزية الترتيب التالي حسب السنة:
| سنة الدخول | اللاعبون                                 | المركز                                   | الدور في النادي                          | السنوات في النادي                        |
| سنة الدخول | لاعبين من خلفيات مانشستر سيتي الذين دخلو | لاعبين من خلفيات مانشستر سيتي الذين دخلو | لاعبين من خلفيات مانشستر سيتي الذين دخلو | لاعبين من خلفيات مانشستر سيتي الذين دخلو |
| ---------- | ---------------------------------------- | ---------------------------------------- | ---------------------------------------- | ---------------------------------------- |
| 1990       | بيلي ميريديث                             | مدافع                                    | لاعب                                     | 1894–1906                                |
| 1999       | هوراس بليو                               | مدافع                                    | لاعب                                     | 1906                                     |

## الطاقم

### طاقم الإدارة
| المنصب                                        | الاسم               |
| --------------------------------------------- | ------------------- |
| رئيس                                          | خلدون خليفة المبارك |
| الرئيس التنفيذي                               | فيران سوريانو       |
| رئيس التشغيل والشؤون التجارية                 | توم غليك            |
| مدير كرة القدم                                | تشيكي بيغريستين     |
| موظف إدارة كرة القدم                          | جون ويليامز         |
| المدير العالمي لمجموعة سيتي لكرة القدم الفنية | رودولفو بوريل       |
| المدير التنفيذي لأكاديمية سيتي لكرة القدم     | براين ماروود        |

### طاقم التدريب
| المنصب                 | الاسم          |
| ---------------------- | -------------- |
| المدرب                 | بيب غوارديولا  |
| مساعد مدرب             | إنزو ماريسكا   |
| مساعد مدرب             | برايان كيد     |
| مدرب حراس المرمى       | كسبر مانشيسدر  |
| مدرب اللياقة البدنية   | خوسيه كابيلو   |
| رئيس أكاديمية بلات لين | مارك ألين      |
| مدير أكاديمية الفريق   | جايسون ويلكوكس |

## المدربون
آخر تحديث في 31 ديسمبر 2024.
| المدرب         | فترة التدريب  | الإحصائيات | الإحصائيات | الإحصائيات | الإحصائيات | الإحصائيات   | عدد البطولات | تفصيل البطولات |
| المدرب         | فترة التدريب  | المباريات  | فاز        | تعادل      | خسر        | نسبة الفوز % | عدد البطولات | تفصيل البطولات |
| -------------- | ------------- | ---------- | ---------- | ---------- | ---------- | ------------ | ------------ | --- |
| توم مالي       | 1902–06       | 150        | 89         | 22         | 39         | 059٫33       | 1            | كأس الاتحاد (1904) |
| ويلف ويلد      | 1932–46       | 352        | 158        | 71         | 123        | 044٫89       | 3            | كأس الاتحاد (1934), دوري الدرجة الأول (1936–37), الدرع الخيرية (1937) |
| ليس ماكدويل    | 1950–63       | 592        | 220        | 127        | 245        | 037٫16       | 1            | كأس الاتحاد (1956) |
| جو ميرسر       | 1965–71       | 340        | 149        | 94         | 97         | 043٫82       | 6            | دوري الدرجة الثانية (1965–66), دوري الدرجة الأول (1967–68), الدرع الخيرية (1968), كأس الاتحاد (1969), كأس الكؤوس الأوروبية 1970، كأس الرابطة المحترفة (1970) |
| توني بوك       | 1973–80       | 269        | 114        | 75         | 80         | 042٫38       | 1            | كأس الرابطة المحترفة (1976) |
| روبرتو مانشيني | 2009–13       | 191        | 113        | 38         | 40         | 059٫16       | 3            | كأس الاتحاد (2011) الدوري الإنجليزي الممتاز 2011–12 درع المجتمع (2012) |
| مانويل بلغريني | 2013–16       | 108        | 69         | 15         | 24         | 063٫89       | 3            | كأس الرابطة المحترفة (2014, 2016), الدوري الإنجليزي الممتاز (2013–14) |
| بيب غوارديولا  | 2016–حتى الآن | 500        | 355        | 73         | 72         | 071٫00       | 18           | الدوري الإنجليزي الممتاز (2017–18, 2018–19, 2020–21, 2021–22, 2022–23, 2023–24), كأس الرابطة المحترفة (2017–18, 2018–19, 2019–20, 2020–21), كأس الاتحاد (2018-19, 2022-23), درع المجتمع (2018, 2019, 2024), دوري أبطال أوروبا (2022-23), كأس السوبر الأوروبي (2023), كأس العالم للأندية (2023) |

## المشجعون

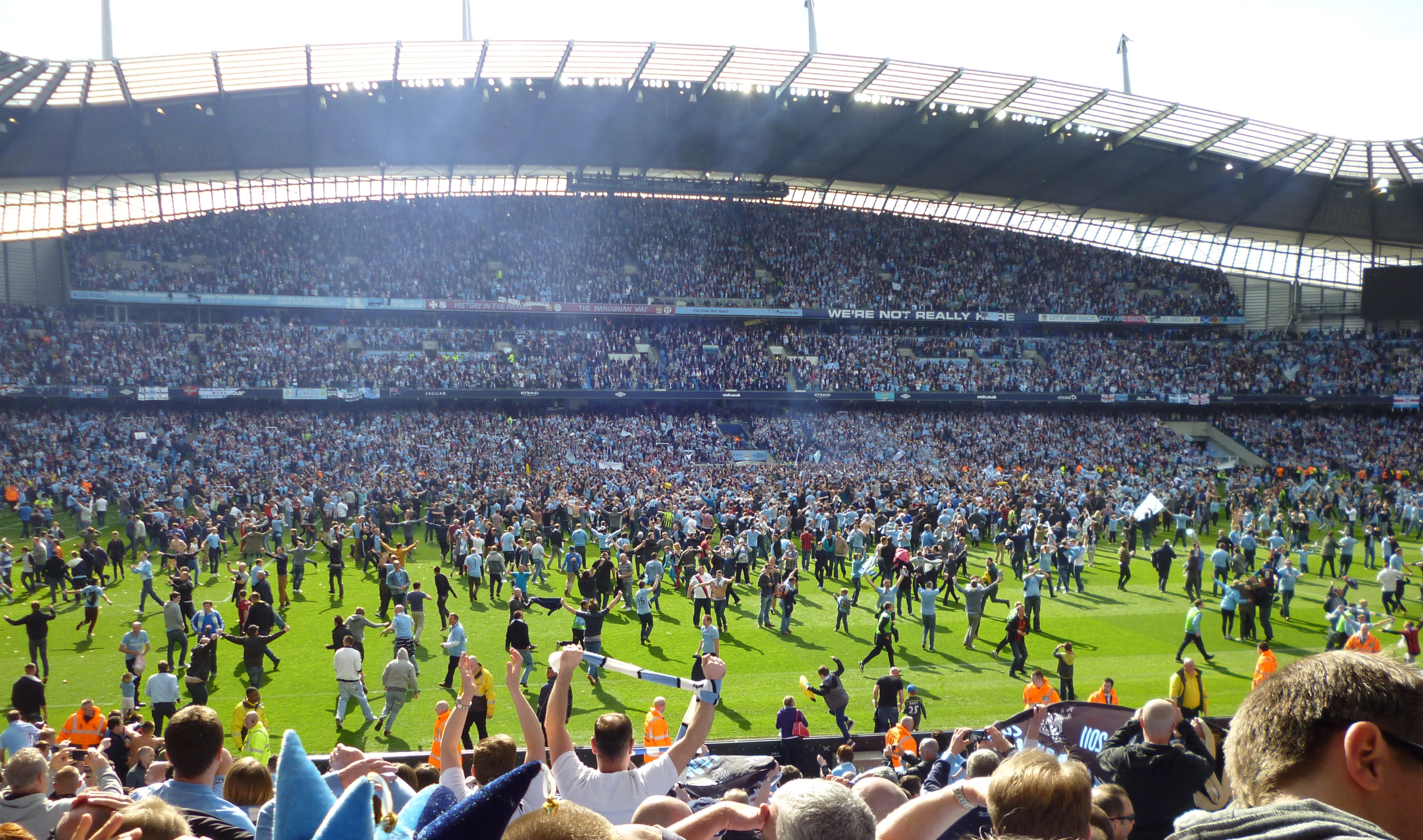
جماهير مانشستر سيتي تغزو الملعب بعد فوزهم بلقب الدوري الإنجليزي الممتاز 2011–12.

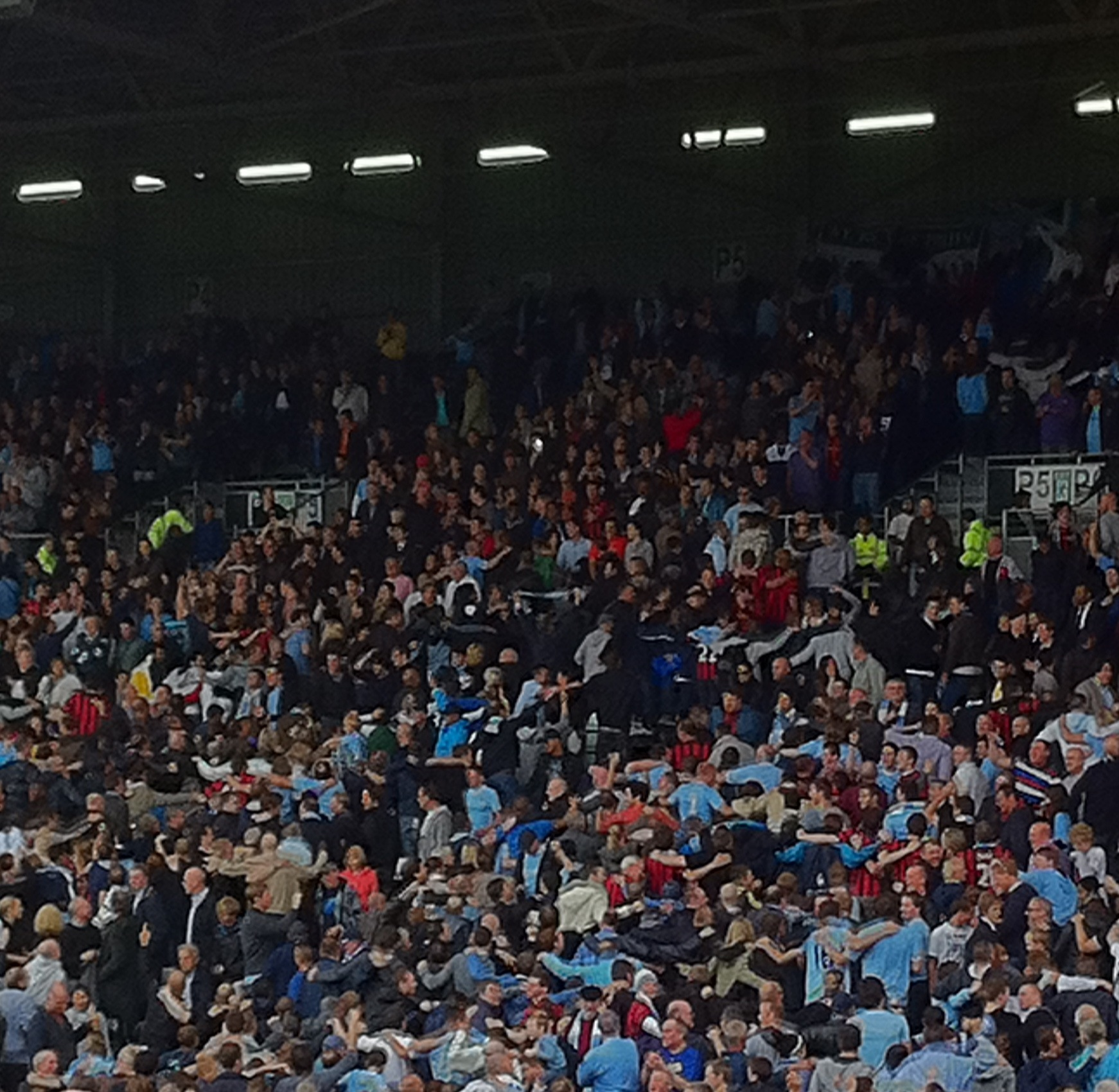
مشجعو مانشستر سيتي

يعتبر مانشستر سيتي لديه قاعدة جماهيرية كبيرة وهذا يتعلق بنجاح النادي على أرض الملعب. منذ انتقاله إلى استاد مدينة مانشستر، كانت جماهير النادي من أكبر ستة أندية جماهيرية في إنجلترا، وعادة تزيد الجماهير عن 40،000 على أرض الملعب. حتى في أواخر التسعينيات، عندما هبط النادي مرتين في ثلاثة مواسم وأصبح يلعب في الدرجة الثالثة لكرة القدم الإنجليزية، كان حضور جماهير السيتي يصل 30،000 في الملعب، مقارنة بمتوسط ل تقسيم أقل من 8،000. البحوث التي أجراها نادي مانشستر سيتي في تقديرات عام 2005 القاعدة الجماهيرية للنادي في المملكة المتحدة يتجاوز 886،000 وإجمالي الجماهير في كل أنحاء العالم يتجاوز 2 مليون، بعد شراء الشيخِ منصور الناديَ والجوائز في الآونة الأخيرة، قد زاد عدد الجماهير إلى أضعاف هذا الحجم.
أنصار مانشستر سيتي معترف بها رسميا منذ (1949)، التي تشكلت من اندماج اثنين من المنظمات القائمة في عام 2010. الأتصار الرسمية للنادي هي (OSC) وجمعية (CSA) وأنصار المئويه وكان أنصار النادي نشروا عدة مجلات للهواة؛ وهو ملك كيباكس هو الوحيد الذي لا يزال ينشرها. أغنية مشجعين السيتي هي "الاختيار هو تمثيل من" القمر الأزرق"، التي مربوط على الرغم من موضوعه السوداوي مع ميل كما لو كانت النشيد البطولي. أنصار السيتي تميل إلى الاعتقاد أن عدم القدرة على التنبؤ هي سمة النادي، والنتائج الغير متوقعة "السيتي النموذجي". الأحداث أن المشجعين يعتبرونه "السيتي النموذجي" تشمل السيتي كونه حامل لقب الدوري الوحيدالذي يهبط في الموسم التالي (في عام 1938)، الفريق الوحيد الذي يسجل ويتلقى أكثر من 100 هدفا في نفس الموسم (1957–58)، أو المثال في الآونة الأخيرة أن السيتي كان الفريق الوحيد الذي تغلب على تشيلسي في الدوري الإنجليزي الممتاز 2004–05، ولكن في نفس الموسم السيتي خرج من كأس الاتحاد الإنجليزي ضد أولدهام اتلتيك، فريق من الدرجة الثانية.
أكبر تنافس لمانشستر سيتي هو مع الجار اللدود مانشستر يونايتد، يسمى لقائهما ديربي مانشستر. قبل الحرب العالمية الثانية، عندما كان السفر إلى اللعبة نادراً، العديد من مشجعي كرة القدم مانكون شاهد بانتظام كلا الفريقين كما لو تظن أنهما «أنصار» نادي واحد. استمرت هذه الممارسة في بداية الستينيات ولكن السفر أصبح أسهل، وتكلفة الدخول إلى مباريات ارتفعت، أصبح مراقبة الفريقين للمباريات غير عادية، واشتد التنافس. الصورة النمطية الشائعة هي أن المشجعين مانشستر سيتي تأتي بطريقة صحيحة، في حين أن مشجعين اليونايتد تأتي من مكان آخر. وكشف تقرير الباحث في جامعة مانشستر متروبوليتان عام 2002 أن نسبة حاملي التذاكر من مناطق السيتي أكثر من اليونايتد وكانت نسبة السيتي (40% مقابل 29٪) لليونايتد، كأن هناك المزيد من شارين التذاكر لليونايتد، وانخفاض المئوية هي نتيجة لعداد اليونايتد الذي هو أعلى عموما من شاري تذاكر الموسم (27667 مقارنة بـ16,481 للسيتي)؛ لم يسلط للضوء أنه من مدينة مانشستر ذاته، كانت نسبة شارين التذاكر للسيتي (نحو 4 لكل 3 لليونايتد). وأشار التقرير إلى أنه منذ تجميع البيانات في عام 2001، أن عدد شارين التذاكر السيتي واليونايتد أرتفع؛ التوسع في ملعب اليونايتد وتغير ملعب السيتي سبب زيادة شراء التذاكر.
في أواخر الثمانينيات، بدأت جماهير السيتي بدأت تجن حيث أنها بدأت تجلب بالونات على شكل موز في المقام الأول. أحد التفسيرات المتنازع عليها للجنون هو أنه في المباراة ضد ويست بروميتش ألبيون هتافات من المشجعين تدعو إلى إدخال ايمري فارادي بديلًا تحولت إلى «ايمري الموز». المدرجات معبأة بأنصار يلوحون ببالونات أصبح يتكرر في موسم 1988–89 مع انتشار الهوس إلى أندية أخرى (شوهدت بالونات أسماك مع مشجعين غريمسبي تاون)، مع ظاهرة بلغت ذروتها في مباراة السيتي ضد ستوك سيتي يوم 26 ديسمبر 1988، أعلنت مجلات الهواة أن المباراة كان حفل تنكري. وفي أغسطس 2006، أصبح النادي أول من تعدُّه مجموعةُ حملة ستونوول (المملكة المتحدة) «نادٍ مستهتر أو مرح». في عام 2010، اعتمد أنصار الرقص مندفعأ، أطلق عليها اسم بوزنان، على اسم النادي البولندي ليخ بوزنان.

## الملكية والمالية
الشركة القابضة لمانشستر سيتي، هي Manchester City Limited، هي شركة خاصة محدودة، مع ما يقرب من 54 مليون سهم في القضية. وكان النادي في أيدي القطاع الخاص منذ عام 2007، عندما وافق المساهمين الرئيسيين لبيع مقتنياتها إلى المملكة المتحدة الرياضة للاستثمارات المحدودة (UKSIL)، وهي شركة يسيطر عليها رئيس الوزراء التايلاندي السابق تاكسين شيناواترا. ثم أدلى UKSIL عرضا رسميا لشراء الأسهم التي يملكها آلاف المساهمين الصغار.
قبل استيلاء تاكسين، أدرج النادي في سوق الأسهم المستقلة المتخصصة PLUS (formerly OFEX)، حيث أدرج منذ عام 1995. يوم 6 يوليو 2007، بعد أن حصل على 75% من أسهم الشركة، سجل تاكسين النادي على أنه شركة خاصة. وبحلول أغسطس أستولت UKSIL على أكثر من 90% من أسهم الشركة، وتمارس حقوقها بموجب قانون الشركات ل«ابتز» ضد المساهمين المتبقية، والحصول على الشركة بأكملها. أصبح تاكسين شيناواترا رئيس النادي مع ولدين له، اسمهما بينتوغتا وبانتونجتاى. بقي الرئيس السابق جون واردل في المجلس لمدة عام، لكنه استقال في يوليو 2008 بعد تعيين نايك وغاري كوك كرئيس تنفيذي في مايو. خسر النادي خسارة مالية بقيمة 11 مليون جنيه إسترليني في السنة المالية المنتهية في 31 مايو 2007، وهي السنة الأخيرة التي نشرت حسابات كشركة مساهمة عامة.
أنفق تاكسين مبلغ مالي لشراء بعض اللاعبين، المبلغ كان يقارب 30 مليون جنيه إسترليني في المواسم السابقة لم ينفق النادي هكذا مبلغ. وبعد ذلك بعام، كان هذا الاستثمار نفسه تضاءل بدرجة كبيرة. في 1 سبتمبر 2008، استولت مجموعة أبوظبي الاتحاد للتنمية والاستثمار على نادي مانشستر سيتي. صفقة، بلغت قيمتها 200 مليون جنيه إسترليني أُعلِن عن الصفقة صباح يوم 1 سبتمبر. حاول النادي شراء ديميتار برباتوف لاعب توتنهام هوتسبر الذي في النهاية اشتراه مانشستر يونايتد مقابل رسوم تتجاوز 30 مليون جنيه إسترليني. قبل دقيقة من إغلاق سوق الانتقالات، وقع النادي عقداً مع البرازيلي روبينيو من ريال مدريد الإسباني مقابل 32.5 مليون جنيه إسترليني. ثروة الملاك الجدد تعني شراء الكثير من اللاعبين في صيف عام 2009، النادي قادر على شراء الكثير من لاعبين الخبرة قبل الموسم الجديد، وإنفاق أكثر من أي نادي آخر في الدوري الممتاز.
في 13 يوليو 2020، أعلنت محكمة التحكيم الرياضية "Cas's" أنها ألغت حظر اتحاد الاتحادات الأوروبية لكرة القدم (UEFA) المفروض على مانشستر سيتي الذي حرم النادي الإنجليزي من المنافسة لمدة موسمين بسبب انتهاكات قواعد اللعب النظيف المالي. استمر النادي يواجه غرامة مخفضة قدرها 10 ملايين دولار لإظهار «تجاهل» للتحقيق الذي تقوده هيئة الرقابة المالية لنادي الاتحاد الأوروبي لكرة القدم (CFCB) و«عرقلة التحقيقات».

## بطولات الفريق

### محلياً
- دوري الدرجة الأولى الإنجليزي/الدوري الإنجليزي الممتاز
  - البطل (10): 1936–37، 1967–68، 2011–12، 2013–14، 2017–18، 2018–19، 2020–21، 2021–22، 2022–23، 2023–24
  - الوصيف (6): 1903–04، 1920–21، 1976–77، 2012–13، 2014–15، 2019–20

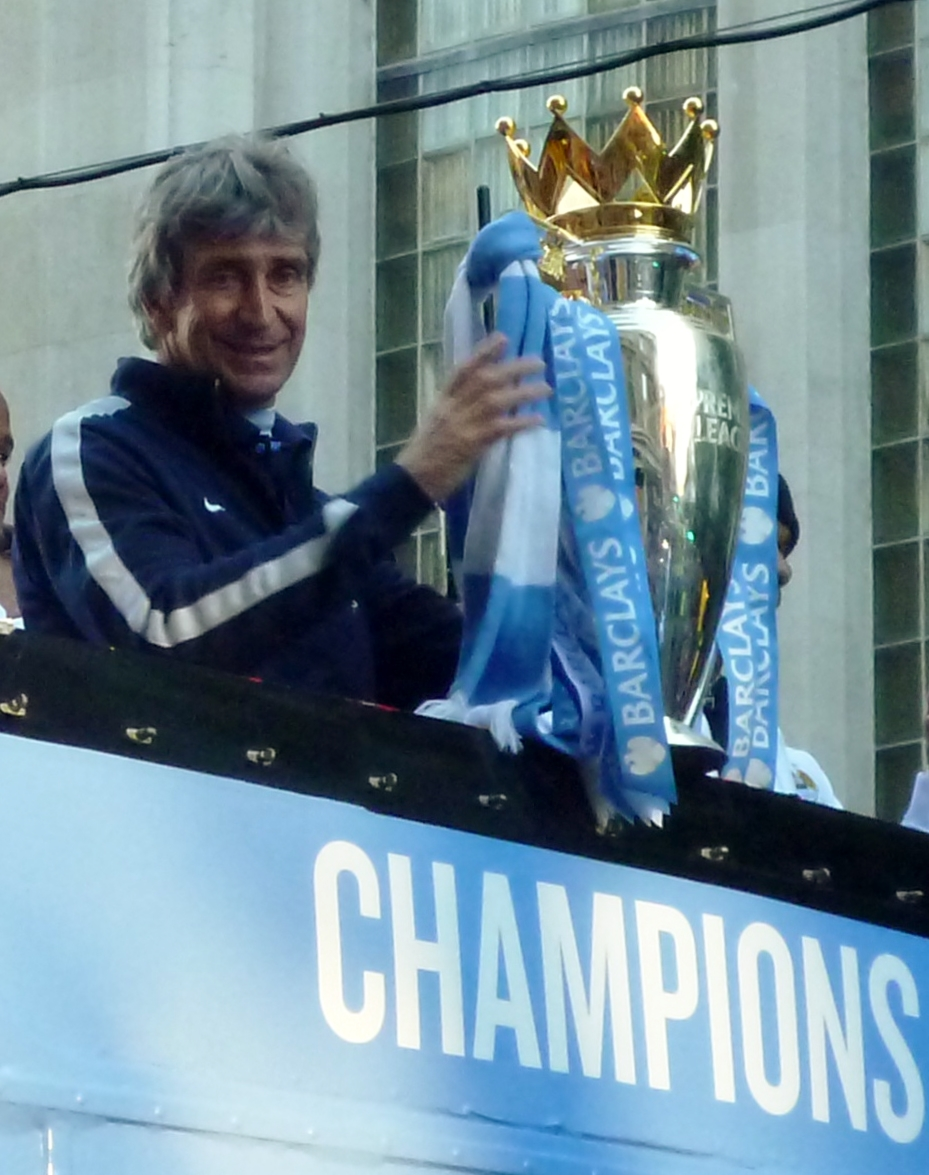
مانويل بيليجريني حاملاً لقب الدوري الإنجليزي الممتاز الرابع في تاريخ النادي، وكان ذلك في موسم 2013–14.

- دوري الدرجة الثانية الإنجليزي/دوري الدرجة الأولى الإنجليزي
  - البطل (7): 1899، 1903، 1910، 1928، 1947، 1966، 2002
  - الوصيف (4): 1895–96، 1950–51، 1988–89، 1999–2000
- دوري الدرجة الثالثة الإنجليزي
  - البطل (1): 1999
- كأس الاتحاد الإنجليزي
  - البطل (7): 1904، 1934، 1956، 1969، 2011، 2019، 2023
  - الوصيف (7): 1926، 1933، 1955، 1981، 2013، 2024، 2025
- كأس رابطة الأندية الإنجليزية المحترفة
  - البطل (8): 1970، 1976، 2014، 2016، 2018، 2019، 2020، 2021
  - الوصيف (1): 1974
- درع المجتمع الإنجليزي
  - البطل (7): 1937، 1968، 1972، 2012، 2018، 2019، 2024
  - الوصيف (9): 1934، 1956، 1969، 1973، 2011، 2014، 2021، 2022، 2023

### أوروبياً
- كأس الكؤوس الأوروبية
  - البطل (1): 1969–70
- دوري أبطال أوروبا
  - البطل (1): 2022–23
  - الوصيف (1): 2020-21
- كأس السوبر الأوروبي
  - البطل (1): 2023
- كأس العالم للأندية
  - البطل (1): 2023[135]

### الثنائيات والثلاثيات
الثنائيات
- ثنائية الدوري وكأس الرابطة (3): موسم 2013–14 وموسم 2017–18 وموسم 2020–21
- ثنائية كأس الرابطة وكأس الكؤوس الأوروبية (1): موسم 1969–70.
- ثنائية الدوري وكأس الاتحاد الإنجليزي (1): موسم 2022–23.

الثلاثيات
- الثلاثية المحلية (الدوري وكأس الاتحاد وكأس الرابطة) (1): موسم 2018–19، وهو الفريق الوحيد حقق الثلاثية المحلية.[5]
- الثلاثية القارية الدوري وكأس الاتحاد ودوري أبطال أوروبا (1): موسم 2022–23 وهو ثاني فريق في إنجلترا يحققها والثامن أوروبيا.[136]

## الإحصائيات
- آخر تحديث: 31 ديسمبر 2024.

### أرقام قياسية
- سجلات أكبر الانتصارات في الدوري – 11–3 v. لينكولن سيتي (23 مارس 1895، أكبر فوز) 10–0 v. داروين (18 فبراير 1899, أكبر فارق فو)[137]
- سجلات أكبر الانتصارات في كأس الاتحاد الإنجليزي – 12–0 v. ليفربول ستانلي (4 أكتوبر 1890)[138]
- سجلات أكبر الهزائم في الدوري – 0–8 v. بورتون واندررز (26 ديسمبر 1894)، 0–8 v. وولفرهامبتون واندررز (23 ديسمبر 1933), 1–9 v. إيفرتون (3 سبتمبر 1906), 2–10 v. برمنغهام سيتي (17 مارس 1893)[137]
- سجلات أكبر الهزائم في كأس الاتحاد الإنجليزي – 0–6 v. بريستون نورث ايند (30 يناير 1897)، 2–8 v. برادفورد بارك أفينيو (30 يناير 1946)[138]
- أعلى حضور جمهور في ملعب النادي – 84,569 v. ستوك سيتي (3 مارس 1934)[139] (والرقم أعلى حضور جماهيري في تاريخ الكرة الأنكليزية)
- أكثر لاعب لعب مباريات مع النادي في الدوري – 561 + 3 بديلًا، آلان أوكس 1958–76[140]
- أكثر لاعب لعب مباريات مع النادي في كل البطولات – 676 + 4 بديلًا، آلان أوكس 1958–76[140]
- أكثر لاعب سجل أهداف مع النادي في موسم واحد – 38، تومي جونسون 1928–29[141]
- أكبر صفقة شراء لاعب في تاريخ النادي – £100 مليون من أستون فيلا هي جاك غريليش، يوليو 2021
- أكبر صفقة بيع لاعب في تاريخ النادي – £82 مليون إلى أتليتكو مدريد هي خوليان ألفاريز، يوليو 2024
- أصغر لاعب لعب مع الفريق: غلين باردو 15 سنة و314 يوم (ضد برمنغهام سيتي، في الدرجة الأولى، يوم 11 أبريل 1962)[142]
- أكبر لاعب لعب مع الفريق: بيلي ميريديث 49 سنة و245 يوم (ضد نيوكاسل يونايتد، في كأس الاتحاد الإنجليزي دور نصف النهائي، يوم 29 مارس 1924)
- أكثر لاعب تسجيلاً للأهداف في جميع المسابقات: هو سيرخيو أغويرو (2011-2021) (260 هدفاً)
- أكثر لاعب تسجيلاً للأهداف في موسم واحد بجميع المسابقات: هو إيرلينغ هالاند (2022–2023) (52 هدفاً)
- أكثر لاعب تسجيلاً للهاتريك: هو سيرخيو أغويرو (2011-2021) (16 مرة)
- أكثر لاعب تسجيلاً للأهداف في بمبارة واحدة بجميع المسابقات: هو دينيس لو ضد نادي لوتون تاون (28 يناير 1961) (6 أهداف)

### أكثر اللاعبين مشاركة

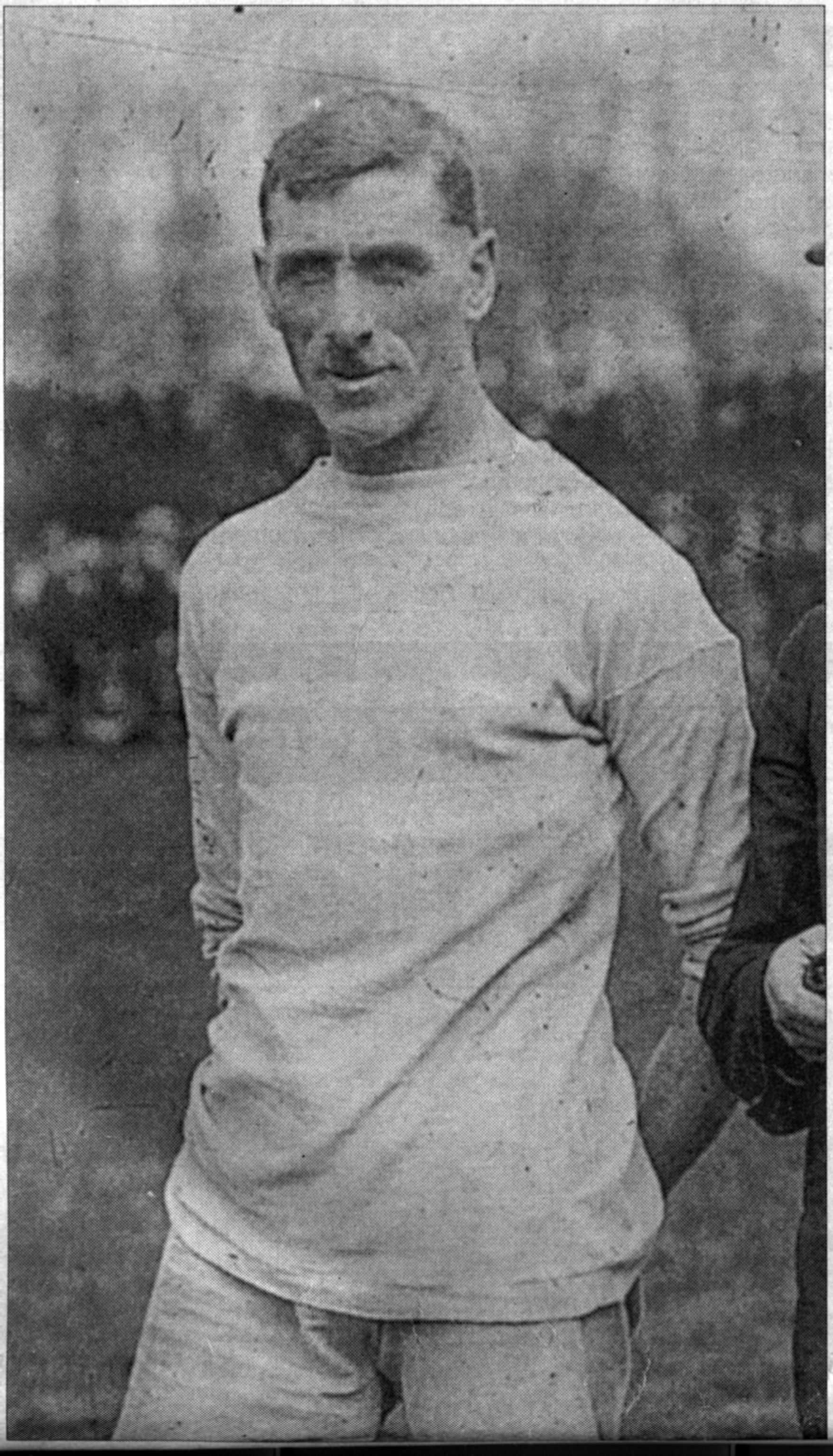
بيلي ميريديث.

| الاسم         | السنوات   | الدوري  | كأس الاتحاد | كأس الرابطة | أوروبيًا | أخرى   | المجموع  |
| ------------- | --------- | ------- | ----------- | ----------- | ------- | ------ | -------- |
| آلان أوكس     | 1959–1976 | 561 (3) | 41 (0)      | 46 (1)      | 17 (0)  | 11 (0) | 676 (4)  |
| جوي كوريغان   | 1967–1983 | 476 (0) | 37 (0)      | 52 (0)      | 27 (0)  | 12 (1) | 604 (1)  |
| مايك دويل     | 1967–1978 | 441 (7) | 44 (0)      | 23 (0)      | 20 (0)  | 37 (0) | 565 (7)  |
| بيرت تراوتمان | 1949–1964 | 508 (0) | 33 (0)      | 4 (0)       | 00 (0)  | 0 (0)  | 545 (0)  |
| كولن بل       | 1966–1979 | 393 (1) | 33 (1)      | 40 (0)      | 23 (1)  | 9 (0)  | 498 (3)  |
| إريك بروك     | 1928–1939 | 450 (0) | 41 (0)      | 0 (0)       | 0 (0)   | 2 (0)  | 493 (0)  |
| تومي بوث      | 1968–1981 | 380 (2) | 27 (0)      | 44 (2)      | 26 (0)  | 11 (0) | 487 (4)  |
| مايك سمربي    | 1965–1975 | 355 (2) | 34 (0)      | 36 (0)      | 16 (0)  | 8 (1)  | 449 (3)  |
| بول پاور      | 1975–1986 | 358 (7) | 28 (0)      | 37 (1)      | 7 (1)   | 7 (1)  | 437 (10) |
| ويلي دوناشيو  | 1970–1980 | 347 (4) | 21 (0)      | 40 (0)      | 13 (1)  | 12 (0) | 433 (5)  |

### أكثر اللاعبين تسجيلاً للأهداف

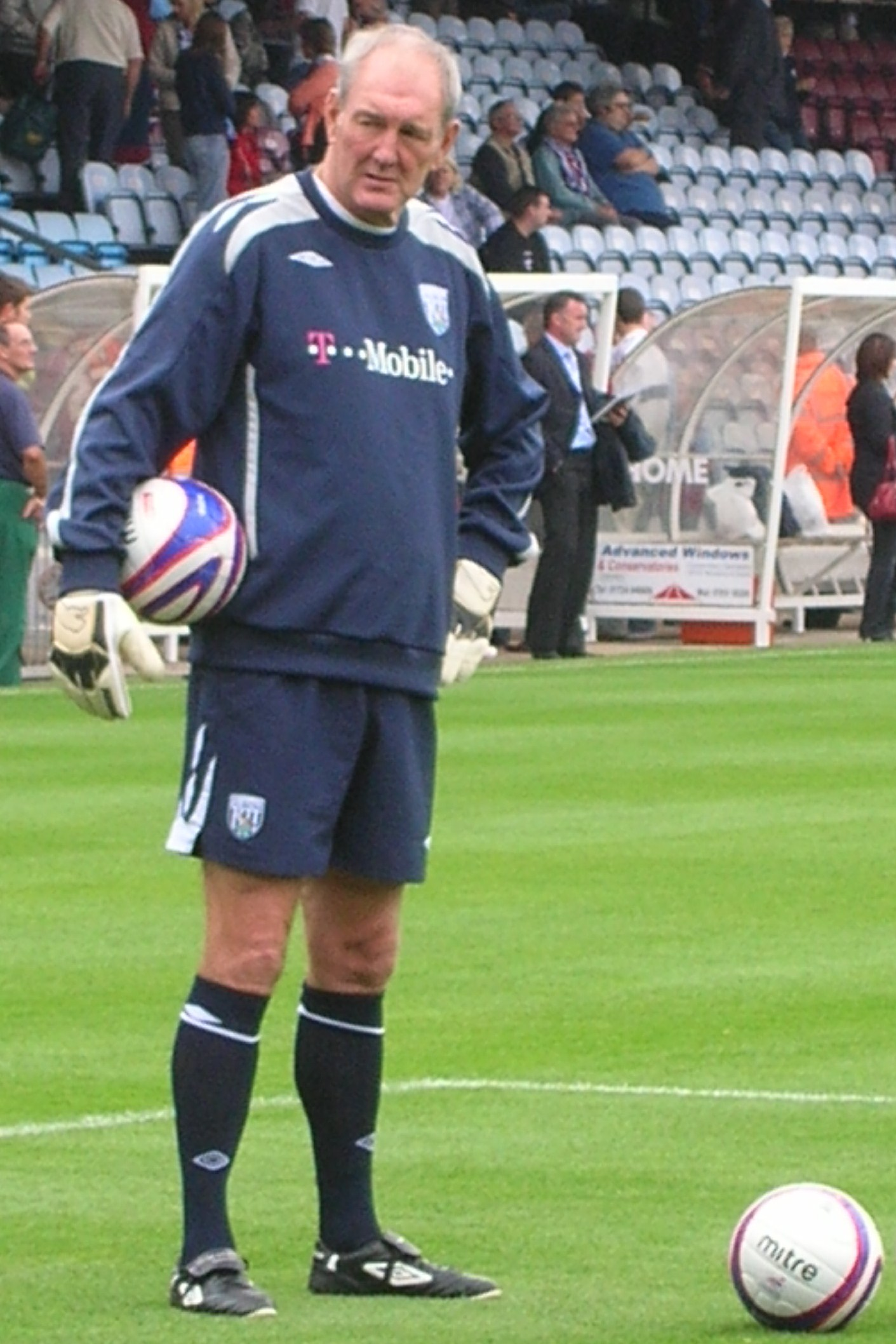
جوي كوريغان.

- آخر تحديث: 31 ديسمبر 2024.[143][144]

| الأسم         | السنة               | الدوري | كأس الاتحاد | كأس الرابطة | أوروبيأ | اخرى | المجموع |
| ------------- | ------------------- | ------ | ----------- | ----------- | ------- | ---- | ------- |
| سيرجيو أغويرو | 2011–2021           | 184    | 20          | 11          | 43      | 2    | 260     |
| إريك بروك     | 1928–1939           | 158    | 19          | 0           | 0       | 0    | 158     |
| تومي جونسون   | 1920–1930           | 158    | 8           | 0           | 0       | 0    | 157     |
| كولن بل       | 1966–1979           | 117    | 9           | 18          | 8       | 1    | 153     |
| جو هايز       | 1953–1965           | 142    | 9           | 1           | 0       | 0    | 152     |
| بيلي ميريديث  | 1894–1906 1921–1924 | 146    | 5           | 0           | 0       | 1    | 152     |
| فرانسيس لي    | 1967–1974           | 112    | 7           | 14          | 10      | 5    | 148     |
| تومي بروويل   | 1913–1926           | 122    | 17          | 0           | 0       | 0    | 139     |
| بيلي غيليسبي  | 1897–1905           | 126    | 6           | 0           | 0       | 0    | 132     |
| فريد تلسون    | 1928–1938           | 110    | 22          | 0           | 0       | 0    | 132     |
| فرانك روبرتس  | 1922–1929           | 116    | 14          | 0           | 0       | 0    | 130     |

## الأندية المنتسبة

### مجموعة سيتي لكرة القدم
أُنشِئت في موسم 2013-14 لإدارة مصالح كرة القدم العالمية، مجموعة سيتي لكرة القدم هي شركة شمسية تمتلك حصص في شبكة الأندية العالمية لأغراض تقاسم الموارد، والشبكات الأكاديمية والتسويق. من خلال CFG، السيتي يملك حصصا في عدد من الأندية:
- نادي نيويورك سيتي (2013–حتى الآن)[145]

في 21 مايو 2013 أعلن مانشستر سيتي أنه تشارك مع أمريكا البيسبول نيويورك يانكيز امتياز لتقديم توسع في الدوري الأمريكي لكرة القدم، ونادي نيويورك سيتي المساهم الأكبر.
- نادي ملبورن سيتي (2014–حتى الآن)[146]

في 23 يناير 2014 قد اشترك السيتي مع امتياز دوري الرجبي الأسترالي «العاصفة ملبورن»، شراء حصة كبيرة في فريق «نادي ملبورن سيتي».
- يوكوهاما مارينوس (2014–حتى الآن)[147]

في 20 مايو 2014 أن مانشستر سيتي قد دخل شراكة مع شركة «السيارات اليابانية» نيسان موتورز سيصبح مساهما صغيراً من جامعة «يوكوهاما» على أساس الجانب، يوكوهاما مارينوس.

### تقاسم المرافق
- نادي هايد إف سي (2011–حتى الآن)[148]

يسعى للحصول على ملعب الفريق الرديف بديلا لتحل محل مانشستر الإقليمية لألعاب القوى والساحة، وقع مانشستر سيتي اتفاق مع نادي هايد إف سي لاستخدام الاستاد لأغراض الفريق الرديف. يتبع الشراكة على من الوسم من اسم هايد المتحدة ورعايتها عدة مربحة من خلال الذراع الخيرية سيتي مانشستر سيتي في الجماعة مقابل مبلغ الذي أنقذ النادي من الإفلاس المؤتمر. وافقت السيتي أيضا لدفع £250,000 - ضعف حجم ديون النادي - لتجديد ملعب النادي.

### التدريب / شركاء الكشافة
- آرهوس جمناستيك فورينينغ (2013–حتى الآن)[149]

في يناير عام 2013، دعا رئيس أكاديمية آرهوس واللاعب السابق سكوت سيلرز آرهوس إلى الدنمارك للقيام بجولة مرافقها، وعندها وُقِّع على اتفاق بين الناديين. آرهوس أعجب مع مرافق شبابهم والمخطط لها التعاون على اللاعبين الشباب. في المقابل، وافق مانشستر سيتي لإرسال دورية لاعبين شباب من الحق في الحلم أكاديمية على سبيل الإعارة إلى آرهوس.
- إسبانيول (2011–حتى الآن)[150][151]

إسبانيول ومانشستر سيتي لديهم اتفاق ينطوي على تقديم قروض من اللاعبين الشباب من مانشستر سيتي لإسبانيول، وإسبانيول الحصول على الإشعار الأول على اللاعبين الذين هم الفائضة عن الحاجة في مدينة.
- اتحاد غانا لكرة القدم (2013–حتى الآن)[152]

مانشستر سيتي دخل شراكة مع اتحاد غانا لكرة القدم حيث كل موسم منهما التقنية المعرفة تجمع موظفيها تتعلق اللاعبين التدريب.
- نادي جل فيسنتي (2012–حتى الآن)[153]

وُقِّق على اتفاق يوم 9 مايو 2012 مع نادي جل فيسنتي لتبادل شبكة الكشفية مع مانشستر سيتي، ومنح السيتي وصول أكثر تخصصا في السوق البرتغالية، في المقام الأول للمواهب الشباب، في الوقت الذي تسمح أيضا جيل فيسنتي في الاستفادة من متناول سيتي أكثر عالمية.
- نادي يميريك (2013–حتى الآن)[154]

توقيع اتفاقية شراكة بين نادي يميريك مع السيتي يرجع ذلك أساسا إلى رغبتهم للوصول إلى مجموعة من المواهب القادمة من الحق في الحلم الأكاديمية، منهم السيتي من لديهم قعد طويل الأمد. بالتالي، نادي يميريك جلب اثنين من الشباب الأفارقة من الأكاديمية في كل موسم في مقابل شراكة مدى غير معروف مع النادي الإنجليزي.
- سبورتينغ لشبونة (2010–حتى الآن)[155]

بموجب شروط الاتفاق، وقع سبورتينغ لشبونة مع مانشستر سيتي صفقة كانت لديهم سابقا مع مانشستر يونايتد، لمنح السيتي الخيار الأول على لاعبيه، وتحديدا بهدف المواهب الجديدة.

### الأكاديميات الخارجية
- نادي مبومالانجا بلاك أسأت (2013–حتى الآن)[156]

في 4 (عدد) يونيو 2013، أعلن مانشستر سيتي اتفاقا مدته ثلاث سنوات مع نادي مبومالانجا بلاك أسأت من الدوري الممتاز لكرة القدم في جنوب إفريقيا لتكون بمثابة شريك تنمية الشباب الإقليمية. بموجب الاتفاق، فإن نادي مبومالانجا بلاك أسأت يستفيد من وصلات التدريب مع والزيارات من وإلى مانشستر سيتي، في حين أنها سوف تكون أيضا بمثابة مركز إقليمي للشبكة تنمية الشباب العالمية للسيتي وكقناة لنشر اسم مانشستر سيتي وأسلوب كرة القدم داخل بلدهم. وُقِّع على اتفاق قبل شهر من جولة مانشستر سيتي إلى جنوب إفريقيا.
- أكاديمية الحق في الحلم (نهاية 2000s–حتى الآن)[154]

مانشستر سيتي لديه شراكة مع أكاديمية الحق في الحلم التي تتيح لهم الكرز اختيار أفضل المواهب من الأكاديمية مرة واحدة لاعبين الدراسات العليا. وقد ظهرت إشاعات أن السيتي قد أشترى الأكاديمية، ولكن لم ينشر ذلك حتى الآن.

### تصريح عمل النوادي
التالي اتجاه الأندية الإنجليزية الكبرى الأخرى ومانشستر سيتي لديه سلسلة من الاتفاقيات مع الأندية الذين يمكنهم قرض اللاعبين الشباب من دول خارج الاتحاد الأوروبي الذين لولاها بحاجة لخدمة خمس سنوات من الإقامة في المملكة المتحدة لكسب جواز سفر الاتحاد الأوروبي منحهم القدرة على اللعب في إنجلترا دون الحاجة إلى تصريح عمل. في المقام الأول وينظر إلى بلدان البنلوكس والدول الإسكندنافية وهو أقصر الطرق لتحقيق ذلك.
- نادي يورغوردينس (2013–حتى الآن)[157]
- هاكين (2012–حتى الآن)[158]
- كيه في ميتشيلين (2010–حتى الآن)[159]
- إن إي سي نيميغن (2010–حتى الآن)[159]
- نادي سترومسجودست (2010–حتى الآن)[159]